# Llista de cançons de Franz Schubert

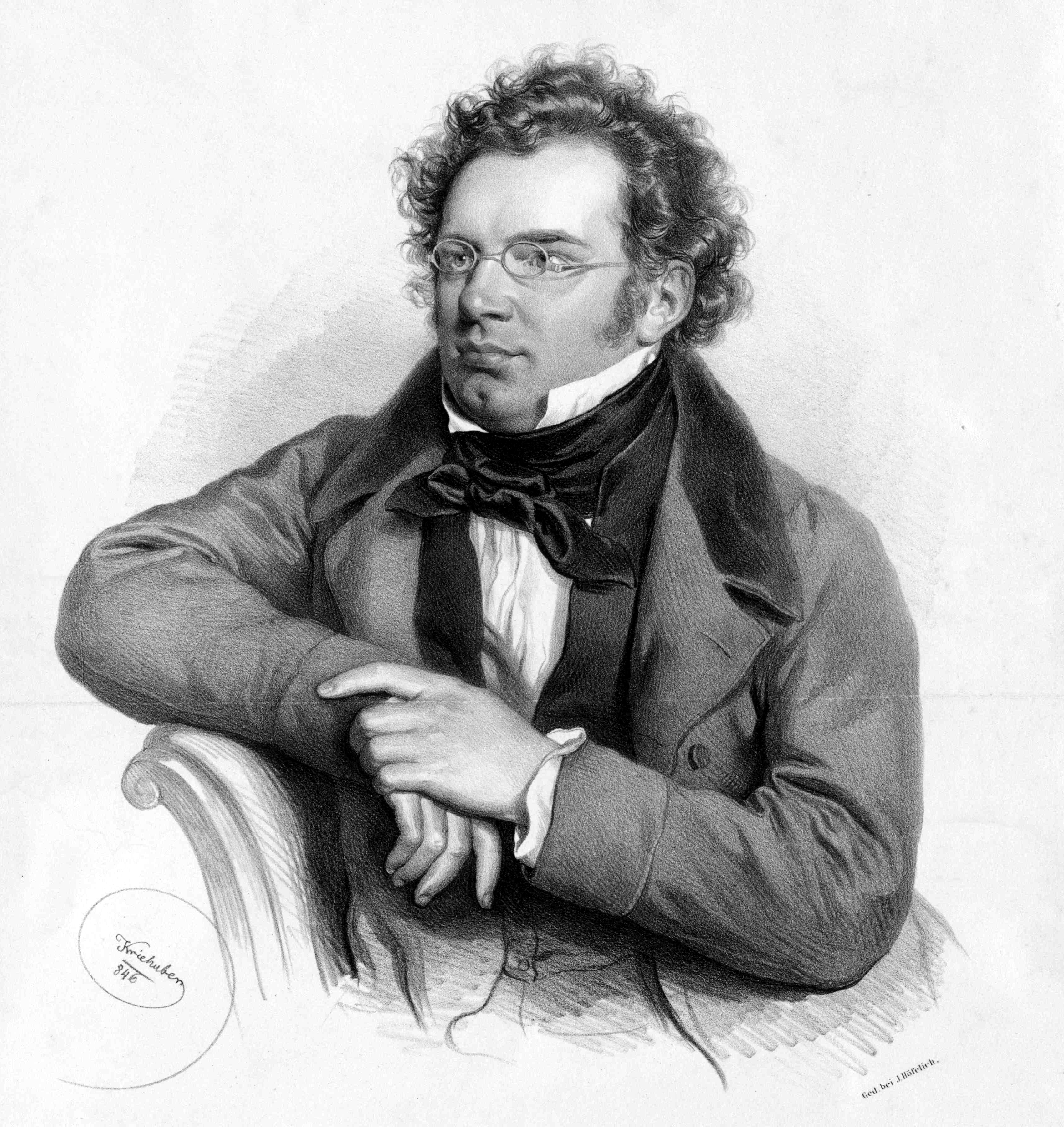
Litografia de Franz Schubert per Josef Kriehuber (1846)

Aquesta és una llista de cançons de Franz Schubert, compositor austríac nascut el 31 de gener de 1797 i que morí el 19 de novembre de 1828, als 31 anys. La llista es divideix en onze seccions, i pretén reflectir la informació més actualitzada pel que fa al catàleg de Schubert. Les obres que conté fa referència a les que es troben fonamentalment en dues sèries de la Neue Schubert-Ausgabe (NSA):
- Sèrie III: Part songs, Cors i Cantates (Mehrstimmige Gesänge)
- Sèrie IV: Cançons per a veu sola (Lieder)

No obstant això, cal notar que alguns dels cicles de cançons de Schubert contenen Lieder i també algunes part songs.
La llista inclou la següent informació:
- D - número de catàleg assignat per Otto Erich Deutsch o els experts de la NSA.
- Gènere - el gènere musical a la qual es pertany la peça.
- Títol - el títol de l'obra.
- Íncipit - la primera línia (s) de text, com es pertany a obres vocals.
- Partitura - la instrumentació i / o forces vocals requerides per l'obra.
- Títol informal - qualsevol altre nom pel que es coneix l'obra.
- Número Deutsch anterior - informació sobre els números quan se'ls han reassignat.
- Data - la data coneguda o assumida de la composició, quan està disponible; o la data de publicació.
- Número d'Opus - El número d'opus de la publicació original de l'obra.
- Marc - el ordre del marc com aquest es pertany a obres vocals que tenen marcs nombrosos del mateix text.
- Versió - el número de la versió quan es pertany a marcs vocals que tenen més que una versió existent.
- Notes - qualsevol informació addicional pel que fa a l'obra: títols alternatius, la qual complet, relació amb altres obres, autors, etc.

## Part songs
Part songs, Sèrie III de la Neue Schubert-Ausgabe (algunes a la Sèrie IV), o Sèries XVI-XIX a Franz Schubert's Works (algunes a la Sèrie XX).

### Part songs amb número d'opus

#### Part songs publicat en vida de Schubert

##### Op. 6
- No. 2 D 542, Duet "Antigone und Oedip" ['Ihr hohen Himmlischen'] per a dues veus i piano (1817)

##### Op. 11
- No. 1 D 598, Quartet "Das Dörfchen" ['Ich rühme mir mein Dörfchen hier'] per a 2 tenors, 2 baixos i piano (1817, 2a versió [anteriorment D 641])
- No. 2 D 724, Quartet "Die Nachtigall" ['Bescheiden verborgen im buschigten Gang'] per a 2 tenors, 2 baixos i piano (1821 o earlier)
- No. 3 D 747, Quartet "Geist der Liebe" ['Der Abend schleiert Flur und Hain'] per a 2 tenors, 2 baixos i piano (1822, 2n arranjament)

##### Op. 16
- No. 1 D 740, Quartet "Frühlingsgesang" ['Schmücket die Locken'] per a 2 tenors, 2 baixos i piano (1822, 2n arranjament)
- No. 2 D 422, Quartet "Naturgenuß" ['Im Abendschimmer wallt der Quell'] per a 2 tenors, 2 baixos i piano (1822?, 2n arranjament)

##### Op. 17
- No. 1 D 983, Quartet "Jünglingswonne" ['So lang im deutschen Eichentale'] per a 2 tenors i 2 baixos (pub. 1823)
- No. 2 D 983A,	Quartet "Liebe" ['Liebe rauscht der Silberbach'] per a 2 tenors i 2 baixos (pub. 1823)
- No. 3 D 983B,	Quartet "Zum Rundetanz" ['Auf! es dunkelt; silbern funkelt'] per a 2 tenors i 2 baixos (pub. 1823)
- No. 4 D 983C,	Quartet "Die Nacht" ['Wie schön bist du, freundliche Stille'] per a 2 tenors i 2 baixos (pub. 1823)

##### Op. 28
- D 809, Quartet "Gondelfahrer" ['Es tanzen Mond und Sterne'] per a 2 tenors, 2 baixos i piano (1824, 2n arranjament)

##### Op. 52
Sieben Gesänge aus Walter Scotts ‘Fräulein am See’
- No. 3 D 835, Quartet "Bootgesang" ['Triumph, er naht'] per a 2 tenors, 2 baixos i piano (1825)
- No. 4 D 836, Cor "Coronach (Totengesang der Frauen und Mädchen)" ['Er ist uns geschieden'] per a cor de dones i piano, Totengesang der Frauen und Mädchen (1825)

##### Op. 62
- D 877, Song cycle Gesänge aus "Wilhelm Meister" (1826)

1. "Mignon und der Harfner" ['Nur wer die Sehnsucht kennt'] per a dues veus i piano (5è arranjament)

##### Op. 64
- No. 1 D 825, Quartet "Wehmut" ['Die Abendglocke tönet'] per a 2 tenors i 2 baixos (1826)
- No. 2 D 825A,	Quartet "Ewige Liebe" ['Ertönet, ihr Saiten, in nächtlicher Ruh'] per a 2 tenors i 2 baixos (1826)
- No. 3 D 825B,	Quartet "Flucht" ['In der Freie will ich leben'] per a 2 tenors i 2 baixos (1825)

##### Op. 74
- D 37, Trio "Die Advokaten" ['Mein Herr, ich komm mich anzufragen'] per a 2 tenors, baix i piano (1812)

##### Op. 81
- No. 3 D 903, Cantata "Zur guten Nacht" ['Horch auf! Es schlägt die Stunde'] per a baritone, cor d'homes i piano (1827)

##### Op. 102
- D 875, Quintet "Mondenschein" ['Des Mondes Zauberblume lacht'] per a 2 tenors, three baixos i piano (1826)

#### Part songs published posthumously

##### Op. posth. 104
- D 930, Trio "Der Hochzeitsbraten" ['Ach liebes Herz, ach Theobald, laß dir nur diesmal raten'] per a soprano, tenor, baix i piano (1827)

##### Op. posth. 111
- No. 1 D 189, Cantata "An die Freude" ['Freude, schöner Götterfunken'] per a veu, cor a l'uníson i piano (1815)

##### Op. posth. 112
- No. 1 D 985, Quartet "Gott im Ungewitter" ['Du Schrecklicher, wer kann vor dir und deinem Donner stehn?'] per a soprano, contralt, tenor, baix i piano (1815?)
- No. 2 D 986, Quartet "Gott der Weltschöpfer" ['Zu Gott, zu Gott flieg auf'] per a soprano, contralt, tenor, baix i piano (1815?)
- No. 3 D 232, Quartet "Hymne an den Unendlichen" ['Zwischen Himmel und Erd’ '] per a soprano, contralt, tenor, baix i piano (1815)

##### Op. posth. 128
- D 472, Cantata "Kantate zu Ehren von Josef Spendou" per a 2 sopranos, tenor, baix, cor mixt i orquestra (1816, vegeu també D 470?)

I. Da liegt er, starr
II. Gottes Bild ist Furst und Staat
III. Ein Punkt nur ist der Mensch
IV. Die Sonne sticht

##### Op. posth. 131
- No. 2 D 148, Cantata "Trinklied" ['Brüder! unser Erdenwallen'] per a tenor, cor d'homes i piano (1815)

##### Op. posth. 133
- D 757,	Quartet "Gott in der Natur" ['Groß ist der Herr!'] per a 2 sopranos, 2 altos i piano (1822)

##### Op. posth. 134
- D 892, Cantata "Nachthelle" ['Die Nacht ist heiter'] for tenor solo, 2 tenors, 2 baixos i piano (1826)

##### Op. posth. 135
- D 920, Cantata "Ständchen" ['Zögernd leise, in des Dunkels nächt'ger Hülle'] per a contralt, wocor d'homes i piano, Notturno [anteriorment D 921] (1827, 2a versió)

##### Op. posth. 136
- D 942, Cantata "Mirjams Siegesgesang" ['Rührt die Zimbel, schlagt die Saiten'] per a soprano, cor mixt i piano (1828)

I. Rührt die Zimbel, schlagt die Saiten
II. Aus ägypten vor dem Volke
III. Doch der Horizont erdunkelt
IV. S'ist der Herr in seinem Grimme
V. Tauchst du auf, Pharao?
VI. Drum mit Zimbeln und mit Saiten

##### Op. posth. 139
- D 815, Quartet "Gebet" ['Du Urquell aller Güte'] per a soprano, contralt, tenor, baix i piano (1824)
- D 913, Quartet "Nachtgesang im Walde" ['Sei uns stets gegrüßt, o Nacht!'] per a 2 tenors, 2 baixos i four horns (1827)

##### Op. posth. 146
- D 763, Quartet "Schicksalslenker, blicke nieder" per a soprano, contralt, tenor, baix i piano, Des Tages Weihe (1822)

##### Op. posth. 151
- D 912,	Cor "Schlachtlied" ['Mit unserm Arm ist nichts getan'] per a double cor d'homes (1827, 2n arranjament)

##### Op. posth. 155
- D 847, Quartet "Trinklied aus dem 16. Jahrhundert" ['Edit Nonna, edit Clerus'] per a 2 tenors i 2 baixos (1825)

##### Op. posth. 156
- D 848, Quartet "Nachtmusik" ['Wir stimmen dir mit Flötensang'] per a 2 tenors i 2 baixos (1825)

##### Op. posth. 157
- D 748,	Cantata "Am Geburtstage des Kaisers" ['Steig empor, umblüht von Segen'] per a soprano, contralt, tenor, baix, cor mixt i orchestra (1822)

##### Op. posth. 158
- D 666, Cantata "Kantate zum Geburtstag des Sängers Johann Michael Vogl" per a soprano, tenor, baix i piano, Der Frühlingsmorgen (1819)

I. Sänger, der von Herzen singet
II. Diese Berge sah’n dich blühen
III. Da saht ihr Orestes scheiden
IV. Gott bewahr’ dein teures Leben

##### Op. posth. 167
- D 714, Octet "Gesang der Geister über den Wassern" ['Des Menschen Seele gleicht dem Wasser'] per a 4 tenors, 4 baixos, 2 viol4s, 2 violoncels i contrabaix (1820–1821, 4t arranjament; 2a versió)

##### Op. posth. 169
- D 984, Quartet "Der Wintertag" ['In schöner heller Winterzeit ward eine Maid geboren'] per a 2 tenors, 2 baixos i piano, Geburtstaglied (after 1820, fragment; piano part is perduda)

### Cançons amb acompanyament orquestral
- D 110, Cantata "Wer ist groß?" ['Wer ist wohl groß?'] per a baix, cor d'homes i orquestra (1814)
- D 294, Cantata "Namensfeier" ['Erhabner! Verehrter Freund der Jugend!'] per a soprano, tenor, baix, cor i orchestra, Namensfeier fur Franz Michael Vierthaler o Gratulations-Kantate (1815)
- D 451, Cantata "Prometheus" ['Hervor aus Buschen und Baumen'] per a soprano, baix, cor i orquestra (1816, perduda)
- D 714, Octet "Gesang der Geister über den Wassern" ['Des Menschen Seele gleicht dem Wasser'] per a 4 tenors, 4 baixos, 2 violes, 2 violoncels i contrabaix (1820–1821, 4t arranjament; 1a versió [anteriorment D 704], esborrany)
- D 954, Cantata "Glaube, Hoffnung und Liebe" ['Gott, laß die Glocke glücklich steigen']; versió per a 2 tenors, 2 baixos, cor mixt, 2 oboès, 2 clarinets, 2 fagots, 2 trompes i 2 trombons (1828)

### Cançonsper a ensembles variats

#### Cançons per a ensembles variats i piano
- D 47, Cantata "Dithyrambe" ['Nimmer, das glaubt mir, erscheinen die Götter'] for tenor, baix, cor mixt i piano (1813, 1r arranjament; fragment)
- D 126, Duet "Szene aus ‘Faust’" ['Wie anders, Gretchen, war dir’s'] per a dues veus i piano (1814, 1st i 2a versió; també apareix com a Cantata per a veu, cor i piano; o com a Cantata per a dues veus, cor i piano)
- D 168, Cor "Nun laßt uns den Leib begraben" ['Begrabt den Leib in seiner Gruft'] per a cor mixt i piano, Begräbnislied (1815)
- D 168A, Cor "Jesus Christus unser Heiland, der den Tod überwand" ['Überwunden hat der Herr den Tod!'] per a cor mixt i piano, Osterlied [anteriorment D 987] (1815)
- D 236, Trio "Das Abendrot" ['Der Abend blüht, der Westen glüht!'] for 2 sopranos, baix i piano (1815)
- D 249, Cantata "Die Schlacht" ['Schwer und dumpfig'] per a veus no especificades/instruments (1815, 1r arranjament; esborrany)
- D 352, Duet "Licht und Liebe" ['Liebe ist ein süßes Licht'] per a soprano, tenor i piano, Nachtgesang (1816?)
- D 387, Cantata "Die Schlacht" ['Schwer und dumpfig'] for unspecified soloists, cor i piano (1816, 2n arranjament; esborrany)
- D 439, Quartet "An die Sonne" ['O Sonne, Königin der Welt'] per a soprano, contralt, tenor, baix i piano (1816)
- D 609, Quartet "Die Geselligkeit" ['Wer Lebenslust fühlet'] per a soprano, contralt, tenor, baix i piano, Lebenslust (1818, 2nd part of the 1st verse, "im traulichen Kreise" was anteriorment D 665)
- D 642, Quartet "Viel tausend Sterne prangen" ['Viel tausend Sterne prangen'] per a soprano, contralt, tenor, baix i piano (1812?)
- D 725, Duet "Linde Weste wehen" for mezzo-soprano, tenor i piano (1821, fragment)
- D 826, Quartet "Der Tanz" ['Es redet und träumet die Jugend so viel'] per a soprano, contralt, tenor, baix i piano (1828)
- D 875A,	 Cor "Die Allmacht" ['Groß ist Jehova der Herr!'] per a cor mixt i piano (1826, 2n arranjament; esborrany)
- D 920, Cantata "Ständchen" ['Zögernd leise, in des Dunkels nächt'ger Hülle'] per a contralt, cor d'homes i piano, Notturno (1827, 1a versió)
- D 936, Cantata "Kantate für Irene Kiesewetter" ['Al par del ruscelletto chiaro'] per a 2 tenors, 2 baixos, cor mixt i piano duet (1827, also appears as "Kantate zur Feier der Genesung der Irene Kiesewetter")
- D 954, Cantata "Glaube, Hoffnung und Liebe" ['Gott, laß die Glocke glücklich steigen']; versió per a 2 tenors, 2 baixos, cor mixt i piano (1828)
- D Anh. I,24, Cantata "Kantate auf den Vater" ['?'] per a veus desconegudes i piano (?) (1816, perduda)

#### Part songs for mixed ensemblea cappella
- D 329A,	Canon "Das Grab" ['Das Grab ist tief und stille'] per a cor mixt (1815, 1r arranjament; esborrany)
- D 440, Cor "Chor der Engel" ['Christ ist erstanden'] per a cor mixt (1816)
- D 643A,	Quartet "Das Grab" ['Das Grab ist tief und stille'] per a soprano, contralt, tenor i baix (1819, 5è arranjament)

### Part songs for only male o only female voices

#### Part songs for male o female ensemble i piano
- D 169, Cor "Trinklied vor der Schlacht" ['Schlacht, du brichst an!'] per a doble cor a l'uníson i piano (1815)
- D 170,	Cantata "Schwertlied" ['Du Schwert an meiner Linken'] per a veu, cor a l'uníson i piano (1815)
- D 183, Cantata "Trinklied" ['Ihr Freunde und du gold’ner Wein'] per a veu, cor a l'uníson i piano (1815)
- D 330, Cor "Das Grab" ['Das Grab ist tief und stille'] per a cor a l'uníson i piano (1815, 2n arranjament; partitura també per a cor i piano)
- D 442, Cor "Das große Halleluja" ['Ehre sei dem Hocherhabnen']; versió per a cor i piano (1816)
- D 443, Cor "Schlachtlied" ['Mit unserm Arm ist nichts getan']; versió per a cor i piano, Schlachtgesang (1816, 1r arranjament)
- D 521, Cor "Jagdlied" ['Trarah! Trarah! Wir kehren daheim']; versió per a cor a l'uníson i piano (1817)
- D 542, Duet "Antigone und Oedip" ['Ihr hohen Himmlischen'] per a dues veus i piano (1817, versió modificada amb canvis per Johann Michael Vogl)
- D 545, Duet "Der Jüngling und der Tod" ['Die Sonne sinkt, o könnt ich'] per a dues veus i piano (1817, 1a versió)

#### Part songs per a veus masculines o femeninesa cappella
- D 61, Canon "Ein jugendlicher Maienschwung" ['Ein jugendlicher Maienschwung'] per a 3 veus (1813)
- D 69, Canon "Dreifach ist der Schritt der Zeit (Spruch des Konfuzius)" ['Dreifach ist der Schritt der Zeit'] per a 3 veus (1813, 2n arranjament)
- D 130, Canon "Der Schnee Zerrinnt" ['Der Schnee zerrinnt, der Mai beginnt'] per a 3 veus (1815?, 1r arranjament)
- D 131, Canon "Lacrimoso son io" ['Lacrimoso son io'] per a 3 veus (1815?, 1st i 2a versió; 2a versió titulada "Lacrimosa son io" ['Lacrimosa son io'])
- D 199,	Duet "Mailied" ['Grüner wird die Au']; versió per a dues veus (1815, 2n arranjament)
- D 202,	Duet "Mailied" ['Der Schnee zerrinnt, der Mai beginnt']; versió per a dues veus (1815; 2n arranjament of D 130, with a different title)
- D 203,	Duet "Der Morgenstern" ['Stern der Liebe, Glanzgebilde!']; versió per a dues veus (1815, 2n arranjament)
- D 204, Duet "Jägerlied" ['Frisch auf, ihr Jäger']; versió per a dues veus (1815)
- D 205,	Duet "Lützows wilde Jagd" ['Was glänzt dort vom Walde im Sonnenschein?']; versió per a dues veus (1815)
- D 244, Canon "Willkommen, lieber schöner Mai" ['Willkommen, lieber schöner Mai'] per a 3 veus (1815?, 1st i 2a versió)
- D 253, Duet "Punschlied. Im Norden zu singen" ['Auf der Berge freien Höhen'] per a dues veus (1815, 2a versió)
- D 357, Canon "Gold’ner Schein" ['Gold’ner Schein, deckt den Hain'] per a 3 veus (1816)
- D 873, Canon ["?"] ['?'] en la major per a sis veus (1826?, esborrany sense text)
- D 988, Canon "Liebe säuseln die Blätter" ['Liebe säuseln die Blätter'] per a 3 veus (1815?)
- D deest, Canon "Canon a trè" ['?'] en si♭ major per a 3 veus (1816? fragment)
- D deest, Trio "?" ['?'] en re major per a veus no especificades (data desconeguda, fragment snese text)

#### Part songs per a veus masculines i piano
- D 75, Cantata "Trinklied" ['Freunde, sammelt euch im Kreise'] per a baix, cor d'homes i piano (1813)
- D 140, Trio "Klage um Ali Bey" ['Laßt mich! Laßt mich! Ich will klagen'] per a 2 tenors, baix i piano (1815, 1a versió)
- D 267, Quartet "Trinklied" ['Auf! Jeder sei nun froh und sorgenfrei!'] per a 2 tenors, 2 baixos i piano (1815)
- D 268, Quartet "Bergknappenlied" ['Hinab, ihr Brüder, in den Schacht!'] per a 2 tenors, 2 baixos i piano (1815)
- D 269, Trio "Das Leben" ['Das Leben ist ein Traum'] for tenor, 2 baixos i piano (1815, 1a versió)
- D 277, Trio "Punschlied" ['Vier Elemente, inning gesellt'] per a 2 tenors, baix i piano (1815)
- D 356, Quartet "Trinklied" ['Funkelnd im Becher so helle, so hold'] per a 2 tenors, 2 baixos i piano (1816, fragment)
- D 513, Quartet "La pastorella al prato" ['La pastorella al prato'] per a 2 tenors, 2 baixos i piano, La Pastorella (1817?, 1r arranjament)
- D 569, Cor "Das Grab" ['Das Grab ist tief und stille'] per a cor d'homes a l'unison i piano (1817, 4t arranjament)
- D 705, Quartet "Gesang der Geister über den Wassern" ['Des Menschen Seele gleicht dem Wasser'] per a 2 tenors, 2 baixos i piano (1820, 3r arranjament; esborrany)
- D 710, Quartet "Im Gegenwärtigen Vergangenes" ['Ros und Lilie morgentaulich'] per a 2 tenors, 2 baixos i piano (1821?)
- D 822, Cantata "Lied eines Kriegers" ['Des stolzen Männerlebens schönste Zeichen'] per a baix, cor d'homes a l'unison i piano (1824)
- D 865, Quartet "Widerspruch" ['Wenn ich durch Busch und Zweig'] per a 2 tenors, 2 baixos i piano (1828, 1a versió)

#### Part song per a veus masculines i guitarra
- D 80, Trio "Zur Namensfeier meines Vaters" ['Ertöne, Leier, zur Festesfeier!'] per a 2 tenors, baix i guitarra (1813)

#### Partsongsper a veus masculinesa cappella
- D 38, Trio "Totengräberlied" ['Grabe, Spaten, grabe!'] per a 2 tenors i baix (1813?, 1r arranjament)
- D 43, Trio "Dreifach ist der Schritt der Zeit (Spruch des Konfuzius)" ['Dreifach ist der Schritt der Zeit'] per a 2 tenors i baix (1813, 1r arranjament)
- D 51, Trio "Unendliche Freude durchwallet das Herz" ['Unendliche Freude durchwallet das Herz'] per a 2 tenors i baix (1813, 1r arranjament)
- D 53, Trio "Vorüber die stöhnende Klage" ['Vorüber, vorüber die stöhnende Klage'] per a 2 tenors i baix (1813)
- D 54, Cànon "Unendliche Freude durchwallet das Herz" ['Unendliche Freude durchwallet das Herz'] per a baixos (1813, 2n arranjament)
- D 55, Trio "Selig durch die Liebe" ['Selig durch die Liebe Götter'] per a 2 tenors i baix (1813)
- D 57, Trio "Hier strecket der wallende Pilger" ['Hier strecket der wallende Pilger'] per a 2 tenors i baix (1813)
- D 58, Trio "Dessen Fahne Donnerstürme wallte" ['Dessen Fahne Donnerstürme wallte'] per a 2 tenors i baix (1813)
- D 60, Trio "Hier umarmen sich getreue Gatten" ['Hier umarmen sich getreue Gatten'] per a 2 tenors i baix (1813)
- D 62, Trio "Thronend auf erhabnem Sitz" ['Thronend auf erhabnem Sitz'] per a 2 tenors i baix (1813)
- D 63, Trio "Wer die steile Sternenbahn" ['Wer die steile Sternenbahn'] per a 2 tenors i baix (1813)
- D 64, Trio "Majestät’sche Sonnenrosse" ['Majestät’sche Sonnenrosse'] per a 2 tenors i baix (1813)
- D 65, Cànon "Schmerz verzerret ihr Gesicht" ['Schmerz verzerret ihr Gesicht'] per a 2 tenors i baix (1813, esborrany)
- D 67, Trio "Frisch atmet des Morgens lebendiger Hauch" ['Frisch atmet des Morgens lebendiger Hauch'] per a 2 tenors i baix (1813)
- D 70, Trio "Dreifach ist der Schritt der Zeit (Spruch des Konfuzius)" ['Dreifach ist der Schritt der Zeit'] per a 2 tenors i baix (1813, 3r arranjament; fragment)
- D 71, Trio "Die zwei Tugendwege" ['Zwei sind der Wege'] per a 2 tenors i baix (1813)
- D 88, Cànon "Verschwunden sind die Schmerzen" ['Verschwunden sind die Schmerzen'] per a 2 tenors i baix (1813)
- D 129, Trio "Mailied" ['Grüner wird die Au und der Himmel'] per a 2 tenors i baix (1815?, 1r arranjament)
- D 147, Trio "Bardengesang" ['Rolle, du strömigter Carun'] per a 2 tenors i baix (1816?)
- D 242, Trio "Trinklied im Winter" ['Das Glas gefüllt!'] per a 2 tenors i baix (1815, 1r arranjament; D deest is the 2n arranjament, with a different title)
- D 243, Trio "Frühlingslied" ['Die Luft ist blau, das Tal ist grün'] per a 2 tenors i baix (1815, 1r arranjament)
- D 331, Quartet "Der Entfernten" ['Wohl denk’ ich allenthalben'] per a 2 tenors i 2 baixos (ca. 1816, 1r arranjament; setting identical to the one originally catalogued as D 332)
- D 337, Quartet "Die Einsiedelei" ['Es rieselt klar und wehend ein Quell'] per a 2 tenors i 2 baixos (ca. 1816, 1r arranjament)
- D 338, Quartet "An den Frühling" ['Willkommen, schöner Jüngling!'] per a 2 tenors i 2 baixos (ca. 1816, 2n arranjament)
- D 364, Quartet "Fischerlied" ['Das Fischergewerbe gibt rüstigen Mut'] per a 2 tenors i 2 baixos (1816 o 1817?, 2n arranjament)
- D 377, Cor "Das Grab" ['Das Grab ist tief und stille'] per a cor d'homes i piano (1816, 3r arranjament)
- D 407, Cantata "Beitrag zur fünfzigjährigen Jubelfeier des Herrn von Salieri" per a 2 tenors, 2 baixos i piano (1816)

I. Quartet "Gütigster, Bester! Weisester Größter!" per a 2 tenors i 2 baixos (1st i 2n arranjaments; 2n arranjament [anteriorment D 441] per a 2 tenors, baix i piano)
II. Ària "So Güt’ als Weisheit strömen mild" per a tenor i piano
III. Cànon "Unser aller Großpapa, bleibe noch recht lange da" per a 3 veus
- D 423, Trio "Andenken" ['Ich denke dein, wenn durch den Hain'] per a 2 tenors i baix (1816, 2n arranjament)
- D 424, Trio "Erinnerungen" ['Am Seegestad, in lauen Vollmondnächten'] per a 2 tenors i baix (1816, 2n arranjament)
- D 425, Trio "Lebenslied" ['Kommen und scheiden, suchen und meiden'] per a 2 tenors i baix (1816, perduda; vegeu també D Anh. I,23)
- D 426, Trio "Trinklied (Herr Bacchus ist ein braver Mann)" ['Herr Bacchus ist ein braver Mann'] per a 2 tenors i baix (1816, perduda)
- D 427, Trio "Trinklied im Mai" ['Bekränzet die Tonnen'] per a 2 tenors i baix (1816)
- D 428, Trio "Widerhall" ['Auf ewig dein, wenn Berg und Meere trennen'] per a 2 tenors i baix (1816)
- D 494, Quintet "Der Geistertanz" ['Die bretterne Kammer der Toten erbebt'] per a 2 tenors i three baixos (1816, 4t arranjament)
- D 538, Quartet "Gesang der Geister über den Wassern" ['Des Menschen Seele gleicht dem Wasser'] per a 2 tenors i 2 baixos (1817, 2n arranjament)
- D 572, Quartet "Lied im Freien" ['Wie schön ist’s im Freien'] per a 2 tenors i 2 baixos (1817)
- D 598, Quartet "Das Dörfchen" ['Ich rühme mir mein Dörfchen hier'] per a 2 tenors i 2 baixos (1817, 1a versió; esborrany without a piano part)
- D 635, Quartet "Leise, leise laßt uns singen" ['Leise, leise laßt uns singen'] per a 2 tenors i 2 baixos, Ruhe (1819)
- D 656, Quintet "Sehnsucht" ['Nur wer die Sehnsucht kennt'] per a 2 tenors i three baixos (1819, 4t arranjament)
- D 657, Quartet "Ruhe, schönstes Glück der Erde" ['Ruhe, schönstes Glück der Erde'] per a 2 tenors i 2 baixos (1819)
- D 709, Quartet "Frühlingsgesang" ['Schmücket die Locken mit duftigen Kränzen'] per a 2 tenors i 2 baixos (abans de 1822, 1r arranjament)
- D 778B,	Quartet "Ich hab’ in mich gesogen" ['Ich hab’ in mich gesogen den Frühling treu und lieb'] per a 2 tenors i 2 baixos (1827?, esborrany)
- D 873A,	Quartet "Nachklänge" ['?'] per a 2 tenors i 2 baixos (?) (1826?, esborrany sense text)
- D 893, Quartet "Grab und Mond" ['Silberblauer Mondenschein fällt herab'] per a 2 tenors i 2 baixos (1826)
- D 901, Quartet "Wein und Liebe" ['Liebchen und der Saft der Reben'] per a 2 tenors i 2 baixos (1827)
- D 914, Quartet "Frühlingslied" ['Geöffnet sind des Winters Riegel'] per a 2 tenors i 2 baixos (1827, 1r arranjament)
- D 916, Quartet "Das stille Lied" ['Schweige nur, süßer Mund'] per a 2 tenors i 2 baixos (1827, esborrany)
- D Anh. I,18, Trio o quartet "Lied beim Rundetanz" ['Auf, es dunkelt, silbern funkelt'] per a 2 tenors i baix o 2 tenors i 2 baixos [anteriorment D 132] (1815 o 1816, fragment)
- D Anh. I,19, Trio o quartet "Lied im Freien" ['Wie schön ist’s im Freien'] per a 2 tenors i baix o 2 tenors i 2 baixos [anteriorment D 133] (1815 o 1816, fragment)
- D Anh. I,20, Trio o quartet "Amors Macht" ['Wo Amors Flügel weben'] per a 2 tenors i baix o 2 tenors i 2 baixos [anteriorment D 339] (1815 o 1816, fragment)
- D Anh. I,21, Trio o quartet "Badelied" ['Zur Elbe, zur Elbe, des Äthers Gewölbe'] per a 2 tenors i baix o 2 tenors i 2 baixos [anteriorment D 340] (1815 o 1816, fragment)
- D Anh. I,22, Trio o quartet "Sylphen" ['Was unterm Monde gleicht uns Sylphen flink und leicht'] per a 2 tenors i baix o 2 tenors i 2 baixos [anteriorment D 341] (1815 o 1816, fragment)
- D Anh. I,23, Trio o quartet "Lebenslied" ['Kommen und scheiden, suchen und meiden'] per a 2 tenors i baix o 2 tenors i 2 baixos (1815 o 1816, fragment; vegeu també D 425)

#### Part songs per a veus femenines i piano
- D 140, Cor "Klage um Ali Bey" ['Laßt mich! Laßt mich! Ich will klagen'] per a cor de dones i piano (1815, 1a versió)
- D 269, Trio "Das Leben" ['Das Leben ist ein Traum'] per a 2 sopranos, contralt i piano (1815, 2a versió)

## Lieder
Lieder per a una veu solista que s'inclou a la Sèrie IV de la Neue Schubert-Ausgabe i/o a la Sèrie XX de Franz Schubert's Werke. Tingueu en compte però que aquestes edicions inclouen algunes part songs caracteritzades com a Lied.

### Lieder sense número d’opus

#### Lieder publicats en vida de Schubert

##### Op. 1 – "Erlkönig"
- D 328, Cançó "Der Erlkönig" ['Wer reitet so spät durch Nacht und Wind?'] per a veu i piano (1815, 4a versió)

##### Op. 2 – "Gretchen am Spinnrade"
- D 118, Cançó "Gretchen am Spinnrade" ['Meine Ruh’ ist hin, mein Herz ist schwer'] per a veu i piano (1814)

##### Op. 3
- Núm. 1 D 121, Cançó "Schäfers Klagelied" ['Da droben auf jenem Berge'] per a veu i piano (1814, 1a versió)
- Núm. 2 D 216, Cançó "Meeres Stille" ['Tiefe Stille herrscht im Wasser'] per a veu i piano (1815, 2n arranjament)
- Núm. 3 D 257, Cançó "Heidenröslein" ['Sah ein Knab’ ein Röslein stehn'] per a veu i piano (1815)
- Núm. 4 D 368, Cançó "Jägers Abendlied" ['Im Felde schleich’ ich still und wild'] per a veu i piano (1816?, 2n arranjament)

##### Op. 4
- Núm. 1 D 489, Cançó "Der Wanderer" ['Ich komme vom Gebirge her'] per a veu i piano, Der Unglückliche (1816, 3a versió [anteriorment D 493])
- Núm. 2 D 685, Cançó "Morgenlied" ['Eh’ die Sonne früh aufersteht'] per a veu i piano (1820)
- Núm. 3 D 224, Cançó "Wandrers Nachtlied I" ['Der du von dem Himmel bist'] per a veu i piano (1815)

##### Op. 5
- Rastlose liebe, interpretació de Luna Celemin i Lucas Huber en el Curs Internacional de Lied Wolfram Rieger 2023Núm. 1 D 138, Cançó "Rastlose Liebe" ['Dem Schnee, dem Regen, dem Wind entgegen'] per a veu i piano (1815, 1a versió)
- Núm. 2 D 162, Cançó "Nähe des Geliebten" ['Ich denke dein, wenn mir der Sonne Schimmer'] per a veu i piano (1815, 2a versió)
- Núm. 3 D 225, Cançó "Der Fischer" ['Das Wasser rauscht’, das Wasser schwoll'] per a veu i piano (1815, 2a versió)
- Núm. 4 D 226, Cançó "Erster Verlust" ['Ach, wer bringt die schönen Tage'] per a veu i piano (1815)
- Núm. 5 D 367, Cançó "Der König in Thule" ['Es war ein König in Thule'] per a veu i piano (1816)

##### Op. 6
- Núm. 1 D 541, Cançó "Memnon" ['Den Tag hindurch nur einmal mag ich sprechen'] per a veu i piano (1817)
- Núm. 3 D 504, Cançó "Am Grabe Anselmos" ['Daß ich dich verloren habe'] per a veu i piano (1816, 1a versió)

##### Op. 7
- Núm. 1 D 514, Cançó "Die abgeblühte Linde" ['Wirst du halten, era du schwurst'] per a veu i piano (1817?)
- Núm. 2 D 515, Cançó "Der Flug der Zeit" ['Es floh die Zeit im Wirbelfluge'] per a veu i piano (1817?)
- Núm. 3 D 531, Cançó "Der Tod und das Mädchen" ['Vorüber, ach vorüber'] per a veu i piano (1817)

##### Op. 8
- Núm. 1 D 702, Cançó "Der Jüngling auf dem Hügel" ['Ein Jüngling auf dem Hügel'] per a veu i piano (1820)
- Núm. 2 D 516, Cançó "Sehnsucht" ['Der Lerche wolkennahe Lieder'] per a veu i piano (1816?)
- Núm. 3 D 586, Cançó "Erlafsee" ['Mir ist so wohl, so weh’ '] per a veu i piano (1817)
- Núm. 4 D 539, Cançó "Am Strome" ['Ist mir’s doch, als sei mein Leben'] per a veu i piano (1817)

##### Op. 12 –Gesänge des Harfners aus "Wilhelm Meister"
- D 478, Cicle de cançons Gesänge des Harfners aus "Wilhelm Meister" per a veu i piano (1822)

1. "Wer sich der Einsamkeit ergibt", Harfenspieler I (1822?, 2n arranjament; 2a versió)
2. "Wer nie sein Brot mit Tränen aß", Harfenspieler III [anteriorment D 480] (1822, 3r arranjament)
3. "An die Türen will ich schleichen", Harfenspieler II [anteriorment D 479] (1822?, 2a versió)

##### Op. 13
- Núm. 1 D 517, Cançó "Der Schäfer und der Reiter" ['Ein Schäfer saß im Grünen'] per a veu i piano (1817)
- Núm. 2 D 711, Cançó "Lob der Tränen" ['Laue Lüfte, Blumendüfte'] per a veu i piano (1818?, 2a versió)
- Núm. 3 D 524, Cançó "Der Alpenjäger" ['Auf hohen Bergesrücken'] per a veu i piano (1817, 3a versió)

##### Op. 14
- Suleika I, D 720 interpretat per Anaïs Oliveras i Jordi Juan Llàcer al 2023 International Course for the Interpretation of Lied Wolfram Rieger a BarcelonaNúm. 1 D 720, Cançó "Suleika I" ['Was bedeutet die Bewegung?'] per a veu i piano (1821, 2a versió)
- Núm. 2 D 719, Cançó "Geheimes" ['Über meines Liebchens Äugeln'] per a veu i piano (1821)

##### Op. 19
- Núm. 1 D 369, Cançó "An Schwager Kronos" ['Spute dich, Kronos!'] per a veu i piano (1816)
- Núm. 2 D 161, Cançó "An Mignon" ['Über Tal und Fluß getragen'] per a veu i piano (1815, 2a versió)
- Núm. 3 D 544, Cançó "Ganymed" ['Wie im Morgenglanze'] per a veu i piano (1817)

##### Op. 20
- Núm. 1 D 741, Cançó "Sei mir gegrüßt" ['O du Entriß’ne mir'] per a veu i piano (1821–1822)
- Núm. 2 D 686, Cançó "Frühlingsglaube" ['Die linden Lüfte sind erwacht'] per a veu i piano (1820, 3a versió)
- Núm. 3 D 552, Cançó "Hänflings Liebeswerbung" ['Ahidi! ich liebe'] per a veu i piano (1817, 2a versió)

##### Op. 21
- Núm. 1 D 553, Cançó "Auf der Donau" ['Auf der Wellen Spiegel'] per a baix i piano (1817)
- Núm. 2 D 536, Cançó "Der Schiffer" ['Im winde, im Sturme'] per a baix i piano (1817?, 2a versió)
- Núm. 3 D 525, Cançó "Wie Ulfru fischt" ['Der Angel zuckt, die Rute bebt'] per a baix i piano (1817, 2a versió)

##### Op. 22
- Núm. 1 D 771, Cançó "Der Zwerg" ['Im trüben Licht verschwinden schon die Berge'] per a veu i piano (1822?)
- Núm. 2 D 772, Cançó "Wehmut" ['Wenn ich durch Wald und Fluren geh’'] per a veu i piano (1822 o 1823?)

##### Op. 23
- Núm. 1 D 751, Cançó "Die Liebe hat gelogen" ['Die Liebe hat gelogen, die Sorge lastet schwer'] per a veu i piano (1822)
- Núm. 2 D 743, Cançó "Selige Welt" ['Ich treibe auf des Lebens Meer'] per a baix i piano (1822?)
- Núm. 3 D 744, Cançó "Schwanengesang" ['Wie klag’ ich’s aus das Sterbegefühl'] per a veu i piano (1822?)
- Núm. 4 D 761, Cançó "Schatzgräbers Begehr" ['In tiefster Erde ruht ein alt Gesetz'] per a veu i piano (1822, 2a versió)

##### Op. 24
- Núm. 1 D 583, Cançó "Gruppe aus dem Tartarus" ['Horch, wie Murmeln des empörten Meeres'] per a veu i piano (1817, 2n arranjament)
- Núm. 2 D 527, Cançó "Schlaflied" ['Es mahnt der Wald'] per a veu i piano, Abendlied o Schlummerlied (1817, 2a versió)

##### Op. 25 –Die schöne Müllerin
- D 795, Cicle de cançons Die schöne Müllerin per a veu i piano (1823)

1. "Das Wandern" ['Das Wandern ist des Müllers Lust']
2. "Wohin?" ['Ich hört’ ein Bächlein rauschen']
3. "Halt!" ['Eine Mühle seh’ ich blinken']
4. "Danksagung an den Bach" ['War es also gemeint']
5. "Am Feierabend" ['Hätt’ ich tausend Arme zu rühren']
6. "Der Neugierige" ['Ich frage keine Blume']
7. "Ungeduld" ['Ich schnitt’ es gern in alle Rinden ein']
8. "Morgengruß" ['Guten Morgen, schöne Müllerin']
9. "Des Müllers Blumen" ['Am Bach viel kleine Blumen stehn’ ']
10. "Tränenregen" ['Wir saßen so traulich beisammen']
11. "Mein!" ['Bächlein, laß dein Rauschen sein']
12. "Pause" ['Meine Laute hab’ ich gehängt an die Wand']
13. "Mit dem grünen Lautenbande" ['Schad’ um das schöne grüne Band']
14. "Der Jäger" ['Was sucht denn der Jäger']
15. "Eifersucht und Stolz" ['Wohin so schnell']
16. "Die liebe Farbe" ['In Grün will ich mich kleiden']
17. "Die böse Farbe" ['Ich möchte zieh’n in die Welt hinaus']
18. "Trockne Blumen" ['Ihr Blümlein alle']
19. "Der Müller und der Bach" ['Wo ein treues Herze']
20. "Des Baches Wiegenlied" ['Gute Ruh’, gute Ruh’ ']

##### Op. 31 – "Suleika II"
- D 717, Cançó "Suleika II" ['Ach um deine feuchten Schwingen'] per a veu i piano (1821)

##### Op. 32 – "Die Forelle"
- D 550, Cançó "Die Forelle" ['In einem Bächlein helle'] per a veu i piano (1816–1821, 4a versió)

##### Op. 36
- Núm. 1 D 707, Cançó "Der zürnenden Diana" ['Ja, spanne nur den Bogen'] per a veu i piano (1820, 2a versió)
- Núm. 2 D 672, Cançó "Nachtstück" ['Wenn über Berge sich der Nebel breitet'] per a veu i piano (1819, 2a versió)

##### Op. 37
- Núm. 1 D 794, Cançó "Der Pilgrim" ['Noch in meines Lebens Lenze'] per a veu i piano (1823, 2a versió)
- Núm. 2 D 588, Cançó "Der Alpenjäger" ['Willst du nicht das Lämmlein hüten?'] per a veu i piano (1817, 2a versió)

##### Op. 38 – "Der Liedler"
- D 209,	Cançó "Der Liedler" ['Gib, Schwester, mir die Harf herab'] per a veu i piano (1815)

##### Op. 39 – "Sehnsucht"
- D 636, Cançó "Sehnsucht" ['Ach, aus dieses Tales Gründen'] per a veu i piano (1821?, 2n arranjament; 3a versió)

##### Op. 41 – "Der Einsame"
- D 800, Cançó "Der Einsame" ['Wenn meine Grillen schwirren'] per a veu i piano (1825)

##### Op. 43
- Die junge Nonne, Op 43 n 1 D 828, interpretat per Ines Lopez i Jesus Lopez during al 2023 International Course for the Interpretation of Lied Wolfram Rieger a BarcelonaNúm. 1 D 828, Cançó "Die junge Nonne" ['Wie braust durch die Wipfel'] per a veu i piano (1825)
- Núm. 2 D 827, Cançó "Nacht und Träume" ['Heil'ge Nacht, du sinkest nieder!'] per a veu i piano (1823, 2a versió)

##### Op. 44 – "An die untergehende Sonne"
- D 457, Cançó "An die untergehende Sonne" ['Sonne, du sinkst'] per a veu i piano (1816 esborrany, acabat el 1817)

##### Op. 52
Sieben Gesänge aus Walter Scotts ‘Fräulein am See’
- Núm. 1 D 837, Cançó "Ellens Gesang I" ['Raste, Krieger, Krieg ist aus'] per a veu i piano (1825)
- Núm. 2 D 838, Cançó "Ellens Gesang II" ['Jäger, ruhe von der Jagd!'] per a veu i piano (1825)
- Núm. 5 D 846, Cançó "Normans Gesang" ['Die Nacht bricht bald herein'] per a veu i piano (1825)
- Núm. 6 D 839, Cançó "Ellens Gesang III (Hymne an die Jungfrau)" ['Ave Maria! Jungfrau mild'] per a veu i piano, Ave Maria o Hymne an die Jungfrau (1825)
- Núm. 7 D 843, Cançó "Lied des gefangenen Jägers" ['Mein Roß so müd'] per a veu i piano (1825)

##### Op. 56
- Núm. 1 D 767, Cançó "Willkommen und Abschied" ['Es schlug mein Herz'] per a veu i piano (1822, 2a versió)
- Núm. 2 D 737, Cançó "An die Leier" ['Ich will von Atreus Söhnen'] per a veu i piano (1822 o 1823?)
- Núm. 3 D 738, Cançó "Im Haine" ['Sonnenstrahlen durch die Tannen'] per a veu i piano (1822 o 1823?)

##### Op. 57
- Núm. 1 D 633, Cançó "Der Schmetterling" ['Wie soll ich nicht tanzen'] per a veu i piano (1819 i 1823?)
- Núm. 2 D 634, Cançó "Die Berge" ['Sieht uns der Blick gehoben'] per a veu i piano (1819 i 1823?)
- An den Mond, D 193 interpretat per Belén García i Esther Vilar al 2023 International Course for the Interpretation of Lied Wolfram Rieger a BarcelonaNúm. 3 D 193, Cançó "An den Mond" ['Geuß, lieber Mond, geuß deine Silberflimmer'] per a veu i piano (1815, 2a versió)

##### Op. 58
- Núm. 1 D 312, Cançó "Hektors Abschied" ['Will sich Hektor ewig von mir wenden'] per a veu i piano (1815, 2a versió)
- Núm. 2 D 113, Cançó "An Emma" ['Weit in nebelgrauer Ferne'] per a veu i piano (1814, 3a versió)
- Núm. 3 D 191,	Cançó "Des Mädchens Klage" ['Der Eichwald braust'] per a veu i piano (1815, 2n arranjament; 2a versió)

##### Op. 59
- Núm. 1 D 756, Cançó "Du liebst mich nicht" ['Mein Herz ist zerrissen, du liebst mich nicht!'] per a veu i piano (1822, 2a versió)
- Núm. 2 D 775, Cançó "Daß sie hier gewesen" ['Daß der Ostwind Düfte hauchet'] per a veu i piano (1823?)
- Núm. 3 D 776, Cançó "Du bist die Ruh" ['Du bist die Ruh, der Friede mild'] per a veu i piano (1823) –
- Núm. 4 D 777, Cançó "Lachen und Weinen" ['Lachen und Weinen zu jeglicher Stunde'] per a veu i piano (1823)

##### Op. 60
- Núm. 1 D 778, Cançó "Greisengesang" ['Der Frost hat mir bereifet'] per a baix i piano (1823, 3a versió)
- Núm. 2 D 801, Cançó "Dithyrambe" ['Nimmer, das glaub mir, erscheinen die Götter'] per a baix i piano (pub. 1826, 2n arranjament; 2a versió)

##### Op. 62
- D 877, Cicle de cançons Gesänge aus "Wilhelm Meister" (1826)

2. "Lied der Mignon" ['Heiß mich nicht reden, heiß mich schweigen'] per a veu i piano (2n arranjament)
3. "Lied der Mignon" ['So laßt mich scheinen, bis ich werde'] per a veu i piano (3r arranjament)
4. "Lied der Mignon" ['Nur wer die Sehnsucht kennt'] per a veu i piano (6è arranjament)

##### Op. 65
- Núm. 1 D 360, Cançó "Lied eines Schiffers an die Dioskuren" ['Dioskuren, Zwillingssterne'] per a veu i piano (1816)
- Núm. 2 D 649, Cançó "Der Wanderer" ['Wie deutlich des Mondes Licht'] per a veu i piano (1819, 2a versió)
- Núm. 3 D 753, Cançó "Heliopolis I" ['Im kalten, rauhen Norden ist Kunde mir geworden'] per a veu i piano, Aus Heliopolis I o Im Hochgebirge (1822)

##### Op. 68 – "Der Wachtelschlag"
- D 742, Cançó "Der Wachtelschlag" ['Ach! mir schallt’s dorten so lieblich hervor'] per a veu i piano (pub. 1822)

##### Op. 71 – "Drang in die Ferne"
- D 770, Cançó "Drang in die Ferne" ['Vater, du glaubst es nicht'] per a veu i piano (1823)

##### Op. 72 – "Auf dem Wasser zu singen"
- D 774, Cançó "Auf dem Wasser zu singen" ['Mitten im Schimmer der spiegelnden Wellen'] per a veu i piano (1823)

##### Op. 73 – "Die Rose"
- D 745, Cançó "Die Rose" ['Es lockte schöne Wärme'] per a veu i piano (1822, 1a versió)

##### Op. 79
- Núm. 1 D 851, Cançó "Das Heimweh" ['Ach, der Gebirgssohn'] per a veu i piano (1825, 2a versió)
- Núm. 2 D 852, Cançó "Die Allmacht" ['Groß ist Jehovah, der Herr'] per a veu i piano (1825, 1r arranjament)

##### Op. 80
- Núm. 1 D 870, Cançó "Der Wanderer an den Mond" ['Ich auf der Erd’, am Himmel du'] per a veu i piano (1826)
- Núm. 2 D 871, Cançó "Das Zügenglöcklein" ['Kling die Nacht durch, klinge'] per a veu i piano (1826, 2a versió)
- Núm. 3 D 880, Cançó "Im Freien" ['Draußen in der weiten Nacht'] per a veu i piano (1826)

##### Op. 81
- Núm. 1 D 904, Cançó "Alinde" ['Die Sonne sinkt in’s tiefe Meer'] per a veu i piano (1827)
- Núm. 2 D 905, Cançó "An die Laute" ['Leiser, leiser, kleine Laute'] per a veu i piano (1827)

##### Op. 83
- D 902, Tres cançons "Drei Gesänge" per a baix i piano (1827)

1. "L'incanto degli occhi; Die Macht der Augen" ['Da voi, cari lumi'; 'Nur euch, schöne Sterne'] (2n arranjament)
2. "Il traditor deluso; Der getäuschte Verräter" ['Ahimè, io tremo!'; 'Weh mir, ich bebe!']
3. "Il modo di prender moglie; Die Art ein Weib zu nehmen" ['Orsù! non ci pensiamo'; 'Wohlan! und ohne Zagen']

##### Op. 85
- Núm. 1 D 830, Cançó "Lied der Anne Lyle" ['Wärst du bei mir im Lebenstal'] per a veu i piano (1825?)
- Núm. 2 D 831, Cançó "Gesang der Norna" ['Mich führt mein Weg wohl meilenlang'] per a veu i piano (1825)

##### Op. 86 – "Romanze des Richard Löwenherz"
- D 907, Cançó "Romanze des Richard Löwenherz" ['Großer Taten tat der Ritter fern im heiligen Lande viel'] per a veu i piano (1826?, 2a versió)

##### Op. 87
- Núm. 1 D 713, Cançó "Der Unglückliche" ['Die Nacht bricht an'] per a veu i piano (1821, 2a versió)
- Núm. 2 D 637, Cançó "Hoffnung" ['Es reden und träumen die Menschen viel'] per a veu i piano (ca. 1819, 2n arranjament)
- Núm. 3 D 638, Cançó "Der Jüngling am Bache" ['An der Quelle saß der Knabe'] per a veu i piano (1819, 3r arranjament; 2a versió)

##### Op. 88
- Núm. 1 D 856, Cançó "Abendlied für die Entfernte" ['Hinaus mein Blick, hinaus ins Tal'] per a veu i piano (1825)
- Núm. 2 D 595, Cançó "Thekla (eine Geisterstimme)" ['Wo ich sei und wo mich hingewendet'] per a veu i piano (1817, 2n arranjament; 2a versió)
- Núm. 3 D 862, Cançó "Um Mitternacht" ['Keine Stimme hör’ ich schallen'] per a veu i piano (1825 i 1826?, 2a versió)
- Núm. 4 D 547, Cançó "An die Musik" ['Du holde Kunst'] per a veu i piano (1817, 2a versió)

##### Op. 89 –Winterreise
- D 911, Cicle de cançons Winterreise per a veu i piano (1827)

1. "Gute Nacht" ['Fremd bin ich eingezogen']
2. "Die Wetterfahne" ['Der Wind spielt mit der Wetterfahne']
3. "Gefror’ne Tränen" ['Gefror’ne Tropfen fallen']
4. "Erstarrung" ['Ich such’ im Schnee vergebens']
5. "Der Lindenbaum" ['Am Brunnen vor dem Tore']
6. "Wasserflut" ['Manche Trän’ aus meinen Augen']
7. "Auf dem Flusse" ['Der du so lustig rauschtest'] (2a versió)
8. "Rückblick" ['Es brennt mir unter beiden Sohlen']
9. "Irrlicht" ['In die tiefsten Felsengründe']
10. "Rast" ['Nun merk’ ich erst, wie müd ich bin'] (2a versió)
11. "Frühlingstraum" ['Ich träumte von bunten Blumen'] (2a versió)
12. "Einsamkeit" ['Wie eine trübe Wolke']
13. "Die Post" ['Von der Straße her ein Posthorn klingt']
14. "Der greise Kopf" ['Der Reif hat einen weißen Schein']
15. "Die Krähe" ['Eine Krähe war mit mir aus der Stadt gezogen']
16. "Letzte Hoffnung" ['Hie und da ist an den Bäumen']
17. "Im Dorfe" ['Es bellen die Hunde']
18. "Der stürmische Morgen" ['Wie hat der Sturm zerrissen']
19. "Täuschung" ['Ein Licht tanzt freundlich vor mir her']
20. "Der Wegweiser" ['Was vermeid’ ich denn die Wege']
21. "Das Wirtshaus" ['Auf einen Totenacker hat mich mein Weg gebracht']
22. "Mut" ['Fliegt der Schnee mir ins Gesicht'] (2a versió)
23. "Die Nebensonnen" ['Drei Sonnen sah ich'] (2a versió)
24. "Der Leiermann" ['Drüben hinterm Dorfe steht ein Leiermann']

##### Op. 92
- Núm. 1 D 764, Cançó "Der Musensohn" ['Durch Feld und Wald zu schweifen'] per a veu i piano (1822, 2a versió)
- Auf dem See, D 543 interpretat per Andrea Martí i Miquel Esquinas al 2023 International Course for the Interpretation of Lied Wolfram Rieger a BarcelonaNúm. 2 D 543, Cançó "Auf dem See" ['Und frische Nahrung'] per a veu i piano (1817, 2a versió)
- Núm. 3 D 142, Cançó "Geistes-Gruß" ['Hoch auf dem alten Turme'] per a veu i piano (1815 o 1816, 6ª versió)

##### Op. 93
- Núm. 1 D 834, Cançó "Im Walde" ['Ich wandre über Berg und Tal'] per a veu i piano (1825, 2a versió)
- Núm. 2 D 853, Cançó "Auf der Bruck" ['Frisch trabe sonder Ruh und Rast'] per a veu i piano (1825, 2a versió)

##### Op. 95 –Vier Refrainlieder
- D 866, Cicle de cançons Vier Refrainlieder per a veu i piano (1828?)

1. "Die Unterscheidung" ['Die Mutter hat mich jüngst gescholten']
2. "Bei dir allein" ['Bei dir allein empfind ich, daß ich lebe']
3. "Die Männer sind méchant" ['Du sagtest mir es, Mutter']
4. "Irdisches Glück" ['So mancher sieht mit finstrer Miene']

##### Op. 96
- Núm. 1 D 939, Cançó "Die Sterne" ['Wie blitzen die Sterne so hell durch die Nacht'] per a veu i piano (1828)
- Núm. 2 D 909, Cançó "Jägers Liebeslied" ['Ich schieß’ den Hirsch im grünen Forst'] per a veu i piano (1827)
- Wandrers Nachtlied II, D 768 interpretat per Belén García i Esther Vilar al 2023 International Course for the Interpretation of Lied Wolfram Rieger a BarcelonaNúm. 3 D 768, Cançó "Wandrers Nachtlied" ['Über allen Gipfeln ist Ruh'] per a veu i piano (1824)
- Núm. 4 D 881, Cançó "Fischerweise" ['Den Fischer fechten Sorgen und Gram und Leid nicht an'] per a veu i piano (1826, 2a versió)

##### Op. 97
- D 955, Cançó "Glaube, Hoffnung und Liebe" ['Glaube, hoffe, liebe!'] per a veu i piano (1828)

##### Op. 98
- Núm. 1 D 497, Cançó "An die Nachtigall" ['Er liegt und schläft'] per a veu i piano (1816)
- Núm. 2 D 498, Cançó "Wiegenlied" ['Schlafe, schlafe, holder süßer Knabe'] per a veu i piano (1816)
- Núm. 3 D 573, Cançó "Iphigenia" ['Blüht denn hier an Tauris Strande'] per a veu i piano (1817, 3a versió)

##### Op. 105
- Núm. 1 D 865, Cançó "Widerspruch" ['Wenn ich durch Busch und Zweig'] per a veu i piano (1828, 2a versió)
- Núm. 2 D 867, Cançó "Wiegenlied" ['Wie sich der Äuglein kindlicher Himmel'] per a veu i piano (1826 o 1827)
- Núm. 3 D 878, Cançó "Am Fenster" ['Ihr lieben Mauern hold und traut'] per a veu i piano (1826)
- Núm. 4 D 879, Cançó "Sehnsucht" ['Die Scheibe friert, der Wind ist rauh'] per a veu i piano (1826)

##### Op. 106
- Núm. 1 D 922, Cançó "Heimliches Lieben" ['O du, wenn deine Lippen mich berühren'] per a veu i piano (1827, 2a versió)
- Núm. 2 D 926, Cançó "Das Weinen" ['Gar tröstlich kommt geronnen'] per a veu i piano (1827–1828)
- Núm. 3 D 927, Cançó "Vor meiner Wiege" ['Das also, das ist der enge Schrein'] per a veu i piano (1827–1828)
- An Sylvia, interpretació de Petrica Artion i Paloma Camacho en el Curs Internacional de Lied Wolfram Rieger 2023Núm. 4 D 891, Cançó "An Sylvia" ['Was ist Silvia, saget an'] per a veu i piano, Gesang (1826)

##### Op. 108
- Núm. 1 D 884, Cançó "Über Wildemann" ['Die Winde sausen am Tannenhang'] per a veu i piano (1826)
- Núm. 2 D 758, Cançó "Todesmusik" ['In des Todes Feierstunde'] per a veu i piano (1822, 2a versió)
- Núm. 3 D 229, Cançó "Die Erscheinung" ("Erinnerung") ['Ich lag auf grünen Matten'] per a veu i piano (1815)

#### Lieder publicats pòstumament

##### Op. posth. 101
- Núm. 1 D 882, Cançó "Im Frühling" ['Still sitz’ ich an des Hügels Hang'] per a veu i piano (1826, 2a versió)
- Núm. 2 D 833, Cançó "Der blinde Knabe" ['O sagt, ihr Lieben, mir einmal'] per a veu i piano (1825, 2a versió)
- Núm. 3 D 546, Cançó "Trost im Liede" ['Braust des Unglücks Sturm empor'] per a veu i piano (1817, 2a versió)

##### Op. posth. 109
- Núm. 1 D 361, Cançó "Am Bach im Frühling" ['Du brachst sie nun, die kalte Rinde'] per a veu i piano (1816, 1a versió)
- Núm. 2 D 143, Cançó "Genügsamkeit" ['Dort raget ein Berg aus den Wolken her'] per a veu i piano (1815)
- Núm. 3 D 530, Cançó "An eine Quelle" ['Du kleine grünumwachs'ne Quelle'] per a veu i piano (1817)

##### Op. posth. 110 – "Der Kampf"
- D 594, Cançó "Der Kampf" ['Nein, länger werd’ ich diesen Kampf nicht kämpfen'] per a baix i piano (1817)

##### Op. posth. 111
- Núm. 2 D 395, Cançó "Lebens-Melodien" ['Auf den Wassern wohnt mein stilles Leben'] per a veu i piano (1816)
- Núm. 3 D 391, Cançó "Die vier Weltalter" ['Wohl perlet im Glase'] per a veu i piano (1816)

##### Op. posth. 115
- Núm. 1 D 917,	Cançó "Das Lied im Grünen" ['Ins Grüne, ins Grüne, da lockt uns der Frühling'] per a veu i piano (1827)
- Núm. 2 D 260, Cançó "Wonne der Wehmut" ['Trocknet nicht, trocknet nicht, Tränen der ewigen Liebe'] per a veu i piano (1815)
- Núm. 3 D 410, Cançó "Sprache der Liebe" ['Laß dich mit gelinden Schlägen rühren'] per a veu i piano (1816)

##### Op. posth. 116 – "Die Erwartung"
- D 159, Cançó "Die Erwartung" ['Hör’ ich das Pförtchen nicht gehen?'] per a veu i piano (1816, 2a versió)

##### Op. posth. 117 – "Der Sänger"
- D 149, Cançó "Der Sänger" ['Was hör’ ich draußen vor dem Tor'] per a veu i piano (1815, 2a versió)

##### Op. posth. 118
- Núm. 1 D 233, Cançó "Geist der Liebe" ['Wer bist du, Geist der Liebe'] per a veu i piano (1815)
- Núm. 2 D 221, Cançó "Der Abend" ['Der Abend blüht'] per a veu i piano (1815)
- Núm. 3 D 234, Cançó "Tischlied" ['Mich ergreift, ich weiß nicht wie, himmlisches Behagen'] per a veu i piano (1815)
- Núm. 4 D 248, Cançó "Lob des Tokayers" ['O köstlicher Tokayer, o königlicher Wein'] per a veu i piano (1815)
- Núm. 5 D 270, Cançó "An die Sonne" ['Sinke, liebe Sonne'] per a veu i piano (1815)
- Núm. 6 D 247, Cançó "Die Spinnerin" ['Als ich still und ruhig spann'] per a veu i piano (1815)

##### Op. posth. 119 – "Auf dem Strom"
- D 943, Cançó "Auf dem Strom" ['Nimm die letzten Abschiedsküsse'] per a veu, trompa (o violoncel) i piano (1828)

##### Op. posth. 123 – "Viola"
- D 786, Cançó "Viola" ['Schneeglöcklein, o Schneeglöcklein'] per a veu i piano (1823)

##### Op. posth. 124
- D 857, Dues cançons“Zwei Szenen aus dem Schauspiel ‘Lacrimas' " per a veu i piano (1825)

1. "Lied der Delphine" ['Ach, era soll ich beginnen vor Liebe?']
2. "Lied des Florio" ['Nun, da Schatten niedergleiten']

##### Op. posth. 126 – "Ballade"
- D 134, Cançó "Ballade" ['Ein Fräulein schaut vom hohen Turm'] per a veu i piano (1815?)

##### Op. posth. 129 – "Der Hirt auf dem Felsen"
- D 965, Cançó "Der Hirt auf dem Felsen" ['Wenn auf dem höchsten Fels ich steh'] per a veu, clarinet i piano (1828)

##### Op. posth. 130 – "Das Echo"
- D 990C,	Cançó "Das Echo" ['Herzliebe gute Mutter, o grolle nicht mit mir'] per a veu i piano [anteriorment, D 868] (1828?)

##### Op. posth. 131
- Núm. 1 D 141, Cançó "Der Mondabend" ['Rein und freundlich lacht der Himmel'] per a veu i piano (1815)
- Núm. 3 D 23, Cançó "Klaglied" ['Meine Ruh' ist dahin'] per a veu i piano (1812)

##### Op. posth. 165
- Núm. 1 D 673, Cançó "Die Liebende schreibt" ['Ein Blick von deinen Augen'] per a veu i piano (1819, 2a versió)
- Núm. 2 D 670, Cançó "Die Sternennächte" ['In monderhellten Nächten'] per a veu i piano (1819, 2a versió)
- Núm. 3 D 155, Cançó "Das Bild" ['Ein Mädchen ist’s'] per a veu i piano (1815)
- Núm. 4 D 230, Cançó "Die Täuschung" ['Im Erlenbusch, im Tannerhain'] per a veu i piano (1815)
- Núm. 5 D 923, Cançó "Eine altschottische Ballade" ['Dein Schwert, wie ist’s von Blut so rot'] per a veu masculina, veu femenina i piano, Edward (1827, 1a versió)

##### Op. posth. 172
- Núm. 1 D 213, Cançó "Der Traum" ['Mir träumt’ ich war ein Vögelein'] per a veu i piano (1815)
- Núm. 2 D 214, Cançó "Die Laube" ['Nimmer werd’ ich, nimmer dein vergessen'] per a veu i piano (1815)
- Núm. 3 D 196, Cançó "An die Nachtigall" ['Geuß nicht so laut der liebentflammten Lieder'] per a veu i piano (1815)
- Núm. 4 D 231, Cançó "Das Sehnen" ['Wehmut, die mich hüllt'] per a veu i piano (1815)
- Núm. 5 D 283, Cançó "An den Frühling" ['Willkommen, schöner Jüngling!'] per a veu i piano (1815, 1r arranjament)
- Núm. 6 D 691, Cançó "Die Vögel" ['Wie lieblich und fröhlich'] per a veu i piano (1820)

##### Op. posth. 173
- Núm. 1 D 195, Cançó "Amalia" ['Schön wie Engel voll Walhallas Wonne'] per a veu i piano (1815)
- Núm. 2 D 793, Cançó "Das Geheimnis" ['Sie konnte mir kein Wörtchen sagen'] per a veu i piano (1823, 2n arranjament)
- Núm. 3 D 177, Cançó "Vergebliche Liebe" ['Ja, ich weiß es, diese treue Liebe'] per a veu i piano (1815)
- Núm. 4 D 731, Cançó "Der Blumen Schmerz" ['Wie tönt es mir so schaurig'] per a veu i piano (1821)
- Die Blumensprache, D 519, Interpretació de Cecília Rodríguez i Esther Vilar, en el Curs Internacional de Lied Wolfram Rieger 2023Núm. 5 D 519, Cançó "Die Blumensprache" ['Es deuten die Blumen des Herzens Gefühle'] per a veu i piano (1817?)
- Núm. 6 D 627, Cançó "Das Abendrot" ['Du heilig, glühend Abendrot!'] per a baix i piano (1818)

### Lieder with orchestral accompaniment
- D 535, Cançó "Lied (Brüder, schrecklich brennt die Träne)" ['Brüder, schrecklich brennt die Träne'] per a soprano i petita orquestra (1817)

### Lieder amb acompanyament de conjunt de cambra
- D 81, Cançó "Auf den Sieg der Deutschen" ['Verschwunden sind die Schmerzen'] per a veu, 2 violins i violoncel (1813)
- D 83, Cançó "Zur Namensfeier des Herrn Andreas Siller" ['Des Phöbus Strahlen'] per a veu, violí i arpa (1813)

### Lieder amb acompanyament de piano

#### Lieder per a soprano i piano
- D 42, Aria "Misero pargoletto" ['Misero pargoletto'] per a soprano i piano (1813?, 1r arranjament: 1ª i 2a versió – ambdós fragments, afegits al 2n arranjament)
- D 78, Aria "Son fra l'onde" ['Son fra l'onde in mezzo al mare'] per a soprano i piano (1813)
- D 510, Aria "Vedi quanto adoro" ['Vedi quanto adoro'] per a soprano i piano (1816, 1ª, 2ª, 3ª i 4a versió; també apareix com a "Vedi quanto t'adoro")
- D 528, Arietta "La pastorella al prato" ['La pastorella al prato'] per a soprano i piano, La Pastorella (1817, 2n arranjament)
- D 990E,	Aria "L'incanto degli occhi" ['Da voi, cari lumi'] per a soprano i piano (1816?, 1r arranjament; fragment)
- D 990F,	Aria "Ombre amene" ['Ombre amene'] per a soprano i piano, La serenata (1816?, fragment; originalment, el Catàleg Deutsch incorpora aquesta incorrectament com una versió primerenca de la cançó "Il traditor deluso")

#### Lieder per a baix i piano
- D 1A, Cançó "Gesang in c" ['?'] per a baix i piano (abans de 1810, fragment sense text)
- D 44, Cançó "Totengräberlied" ['Grabe, Spaten, grabe!'] per a baix i piano (1813, 2n arranjament)
- D 52, Cançó "Sehnsucht" ['Ach, aus dieses Tales Gründen'] per a baix i piano (1813, 1r arranjament)
- D 76, Aria "Pensa, che questo istante" ['Pensa, che questo istante'] per a baix i piano (1813, 1ª i 2a versió)
- D 77, Cançó "Der Taucher" ['Wer wegt es, Rittersmann oder Knapp'] per a baix i piano (1813–1815, 1ª i 2a versió; 2a versió era anteriorment D 111)
- D 104, Cançó "Die Befreier Europas in Paris" ['Sie sind in Paris!'] per a baix i piano (1814, 1ª, 2ª i 3a versió)
- D 518, Cançó "An den Tod" ['Tod, du Schrecken der Natur'] per a baix i piano (1816 o 1817)
- D 524, Cançó "Der Alpenjäger" ['Auf hohen Bergesrücken'] per a baix i piano (1817, 2a versió)
- D 525, Cançó "Wie Ulfru fischt" ['Der Angel zuckt, die Rute bebt'] per a baix i piano (1817, 1a versió)
- D 526, Cançó "Fahrt zum Hades" ['Der Nachen dröhnt'] per a baix i piano (1817)
- D 536, Cançó "Der Schiffer" ['Im winde, im Sturme befahr' ich den Fluß'] per a baix i piano (1817?, 1a versió)
- D 565, Cançó "Der Strom" ['Mein Leben wälzt sich murrend fort'] per a baix i piano (1817?)
- D 674, Cançó "Prometheus" ['Bedecke deinen Himmel, Zeus'] per a baix i piano (1819)
- D 716, Cançó "Grenzen der Menschheit" ['Wenn der uralte heilige Vater'] per a baix i piano (1821)
- D 721, Cançó "Mahomets Gesang" ['Seht den Felsenquell'] per a baix i piano (1821, 2n arranjament; fragment)
- D 754, Cançó "Heliopolis II" ['Fels auf Felsen hingewälzet'] per a baix i piano, Aus Heliopolis II (1822)
- D 778, Cançó "Griesengesang" ['Der Frost hat mir bereifet'] per a baix i piano (1823, 1ª i 2a versió)
- D 778A,	Cançó "Die Wallfahrt" ['Meine Tränen im Bußgewand'] per a baix i piano (1823?)
- D 785, Cançó "Der zürnende Barde" ['Wer wagt’s, wer wagt’s'] per a baix i piano (1823)
- D 801, Cançó "Dithyrambe" ['Nimmer, das glaub mir, erscheinen die Götter'] per a baix i piano (pub. 1826, 2n arranjament; 1a versió)
- D 805, Cançó "Der Sieg" ['O unbewölktes Leben'] per a baix i piano (1824)

#### Lieder per a qualsevol tipus de veu i piano

##### D 1 to D 100
- D 5, Cançó "Hagars Klage" ['Hier am Hügel heißen Sandes'] per a veu i piano (1811)
- D 6, Cançó "Des Mädchens Klage" ['Der Eichwald brauset'] per a veu i piano (1811 o 1812, 1r arranjament)
- D 7, Cançó "Leichenfantasie" ['Mit erstorbnem Scheinen'] per a veu i piano (1811)
- D 10, Cançó "Der Vatermörder" ['Ein Vater starb von des Sohnes Hand'] per a veu i piano (1811)
- D 15, Cançó "Der Geistertanz" ['Die bretterne Kammer der Toten erbebt'] per a veu i piano (ca. 1812, 1r arranjament; fragment)
- D 15A, Cançó "Der Geistertanz" ['Die bretterne Kammer der Toten erbebt'] per a veu i piano [anteriorment D 15] (ca. 1812, 2n arranjament; fragment)
- D 30, Cançó "Der Jüngling am Bache" ['An der Quelle saß der Knabe'] per a veu i piano (1812, 1r arranjament)
- D 39, Cançó "Lebenstraum" ['Ich saß an einer Tempelhalle'] per a veu i piano (1810?, esborrany; també apareix com a "Ich saß an einer Tempelhalle")
- D 50, Cançó "Die Schatten" ['Freunde, deren Grüfte sich schon bemoosten!'] per a veu i piano (1813)
- D 59, Cançó "Verklärung" ['Lebensfunke, vom Himmel erglüht'] per a veu i piano (1813)
- D 73, Cançó "Thekla (eine Geisterstimme)" ['Wo ich sei, und wo mich hingewendet'] per a veu i piano (1813, 1r arranjament)
- D 93, Cicle de cançons Don Gayseros per a veu i piano (1815?)

1. "Don Gayseros I" ['Don Gayseros, wunderlicher, schöner Ritter']
2. "Don Gayseros II" ['Nächtens klang die süße Laute'] (fragment)
3. "Don Gayseros III" ['An dem jungen Morgenhimmel'] (fragment)
- D 95, Cançó "Adelaide" ['Einsam wandelt dein Freund'] per a veu i piano (1814)
- D 97, Cançó "Trost. An Elisa" ['Lehnst du deine bleichgehärmte Wange'] per a veu i piano (1814)
- D 98, Cançó "Erinnerungen" ['Am Seegestad, in lauen Vollmondnächten'] per a veu i piano (1814, 1r arranjament; 2 versió; la 1a versió és un fragment)
- D 99, Cançó "Andenken" ['Ich denke dein, wenn durch den Hain'] per a veu i piano (1814, 1r arranjament)
- D 100	Cançó "Geisternähe" ['Der Dämm’rung Schein durchblinkt den Hain'] per a veu i piano (1814)

##### D 101 to D 200
- D 101, Cançó "Erinnerung" ("Todtenopfer") ['Kein Rosenschimmer leuchtet'] per a veu i piano (1814)
- D 102, Cançó "Die Betende" ['Laura betet!'] per a veu i piano (1814)
- D 107, Cançó "Lied aus der Ferne" ['Wenn in des Abends letztem Scheine'] per a veu i piano (1814, 1ª i 2a versió)
- D 108, Cançó "Der Abend" ['Purpur malt die Tannenhügel'] per a veu i piano (1814)
- D 109, Cançó "Lied der Liebe" ['Durch Fichten am Hügel'] per a veu i piano (1814)
- D 113, Cançó "An Emma" ['Weit in nebelgrauer Ferne'] per a veu i piano (1814; 1ª i 2a versió, i una 3a versió modificada)
- D 114, Cançó "Romanze" ['Ein Fräulein klagt’ im finstern Turm'] per a veu i piano (1814; 1ª i 2a versió, in addition to a variant of the 1a versió)
- D 115, Cançó "An Laura, als sie Klopstocks Auferstehungslied sang" ['Herzen, die gen Himmel sich erheben'] per a veu i piano (1814)
- D 116, Cançó "Der Geistertanz" ['Die bretterne Kammer der Toten erbebt'] per a veu i piano (1814, 3r arranjament)
- D 117, Cançó "Das Mädchen aus der Fremde" ['In einem Tal bei armen Hirten'] per a veu i piano (1814, 1r arranjament)
- D 119, Cançó "Nachtgesang" ['O! gieb, vom weichen Pfühle'] per a veu i piano (1814)
- D 120, Cançó "Trost in Tränen" ['Wie kommt’s, daß du so traurig bist'] per a veu i piano (1814)
- D 121, Cançó "Schäfers Klagelied" ['Da droben auf jenem Berge'] per a veu i piano (1814, 2a versió)
- D 122, Cançó "Ammenlied" ['Am hohen, hohen Turm'] per a veu i piano (1814)
- D 123, Cançó "Sehnsucht" ['Was zieht mir das Herz so?'] per a veu i piano (1814)
- D 124, Cançó "Am See" ['Sitz’ ich im Gras am glatten See'] per a veu i piano (1814, 1ª i 2a versió; 1a versió és un fragment)
- D 126, Cançó "Szene aus ‘Faust’" ['Wie anders, Gretchen, war dir’s'] per a veu i piano (1814, 1ª i 2a versió)
- D 138, Cançó "Rastlose Liebe" ['Dem Schnee, dem Regen, dem Wind entgegen'] per a veu i piano (1815, 2a versió)
- D 142, Cançó "Geistes-Gruß" ['Hoch auf dem alten Turme'] per a veu i piano (1815 o 1816; 1ª, 2ª, 3ª, 4ª i 5a versió)
- D 144, Cançó "Romanze" ['In der Väter Hallen ruhte'] per a veu i piano (1816, esborrany)
- D 149, Cançó "Der Sänger" ['Was hör’ ich draußen vor dem Tor'] per a veu i piano (1815, 1a versió)
- D 150, Cançó "Lodas Gespenst" ['Der bleiche, kalte Mond erhob sich in Osten'] per a veu i piano (1816)
- D 151, Cançó "Auf einen Kirchhof" ['Sei gegrüßt, geweihte Stille'] per a veu i piano (1815)
- D 152, Cançó "Minona" ['Wie treiben die Wolden so finster und schwer'] per a veu i piano (1815)
- D 153,	Cançó "Als ich sie erröten sah" ['All' mein Wirken, all' mein Leben'] per a veu i piano (1815)
- D 159, Cançó "Die Erwartung" ['Hör’ ich das Pförtchen nicht gehen?'] per a veu i piano (1816, 1a versió)
- D 160, Cançó "Am Flusse" ['Verfließet, vielgeliebte Lieder'] per a veu i piano (1815, 1r arranjament)
- D 161, Cançó "An Mignon" ['Über Tal und Fluß getragen'] per a veu i piano (1815, 1a versió)
- D 162, Cançó "Nähe des Geliebten" ['Ich denke dein, wenn mir der Sonne Schimmer'] per a veu i piano (1815, 1a versió)
- D 163, Cançó "Sängers Morgenlied" ['Süßes Licht! aus goldenen Pforten'] per a veu i piano (1815, 1r arranjament)
- D 164, Cançó "Liebesrausch" ['Glanz des Guten und des Schönen strahlt mir dein hohes Bild'] per a veu i piano (1815, 1r arranjament; fragment)
- D 165, Cançó "Sängers Morgenlied" ['Süßes Licht! aus goldenen Pforten'] per a veu i piano (1815, 2n arranjament)
- D 166, Cançó "Amphiaraos" ['Vor Thebens siebenfach gähnenden Toren'] per a veu i piano (1815)
- D 171, Cançó "Gebet während der Schlacht" ['Vater, ich rufe dich!'] per a veu i piano (1815, 2 versió)
- D 172, Cançó "Der Morgenstern" ['Stern der Liebe, Glanzgebilde!'] per a veu i piano (1815, 1r arranjament; esborrany)
- D 174, Cançó "Das war ich" ['Jüngst träumte mir'] per a veu i piano (1815, 1ª i 2a versió; 2a versió és un esborrany)
- D 176, Cançó "Die Sterne" ['Was funkelt ihr so mild mich an?'] per a veu i piano (1815)
- D 177A, Cançó "Am ersten Mai" ['Ich ging mit ihr im Freien'] per a veu i piano (abans de 1821, perduda)
- D 179, Cançó "Liebesrausch" ['Dir, Mädchen, schlägt mit leisem Beben'] per a veu i piano (1815, 2n arranjament)
- D 180, Cançó "Sehnsucht der Liebe" ['Wie die Nacht mit heil'gem Beben'] per a veu i piano (1815)
- D 182, Cançó "Die erste Liebe" ['Die erste Liebe füllt das Herz'] per a veu i piano (1815)
- D 186, Cançó "Die Sterbende" ['Heil! dies ist die letzte Zähre'] per a veu i piano (1815)
- D 187, Cançó "Stimme der Liebe" ['Abendgewölke schweben hell'] per a veu i piano (1815, 1r arranjament)
- D 188, Cançó "Naturgenuß" ['Im Abendschimmer wallt der Quell'] per a veu i piano (1815, 1r arranjament)
- D 190,	Singspiel "Der vierjährige Posten" (1815)

5. Arie: Gott! Gott! höre meine Stimme (versió per a veu i piano)
- D 191,	Cançó "Des Mädchens Klage" ['Der Eichwald braust'] per a veu i piano (1815, 2n arranjament; 1a versió)
- D 192, Cançó "Der Jüngling am Bache" ['An der Quelle saß der Knabe'] per a veu i piano (1815, 2n arranjament)
- D 193, Cançó "An den Mond" ['Geuß, lieber Mond, geuß deine Silberflimmer'] per a veu i piano (1815, 1a versió)
- D 194, Cançó "Die Mainacht" ['Wann der silberne Mond'] per a veu i piano (1815)
- D 197, Cançó "An die Apfelbäume, wo ich Julien erblickte" ['Ein heilig Säuseln und ein Gesangeston'] per a veu i piano (1815)
- D 198, Cançó "Seufzer" ['Die Nachtigall singt überall'] per a veu i piano (1815)

##### D 201 to D 300
- D 201, Cançó "Auf den Tod einer Nachtigall" ['Sie ist dahin, die Maienlieder tönte'] per a veu i piano (1815, 1r arranjament; esborrany)
- D 204A,	Cançó "Das Traumbild" ['?'] per a veu i piano (1815, perduda)
- D 206,	Cançó "Liebeständelei" ['Süßes Liebchen, komm zu mir!'] per a veu i piano (1815)
- D 207, Cançó "Der Liebende" ['Beglückt, beglückt, wer dich erblickt'] per a veu i piano (1815)
- D 208, Cançó "Die Nonne" ['Es liebt’ in Welschland irgendwo'] per a veu i piano (1815, 1ª i 2a versió; 1a versió és un fragment; 2a versió era anteriorment D 212)
- D 210, Cançó "Die Liebe" ['Freudvoll und leidvoll, gedankenvoll sein'] per a veu i piano, Klärchens Lied (1815)
- D 211, Cançó "Adelwold und Emma" ['Hoch, und ehern schier von Dauer'] per a veu i piano (1815)
- D 215, Cançó "Jägers Abendlied" ['Im Felde schleich’ ich still und wild'] per a veu i piano (1815, 1r arranjament)
- D 215A,	Cançó "Meeres Stille" ['Tiefe Stille herrscht im Wasser'] per a veu i piano (1815, 1r arranjament)
- D 217, Cançó "Kolmas Klage" ['Rund um mich Nacht'] per a veu i piano (1815)
- D 218, Cançó "Grablied" ['Er fiel den Tod fürs Vaterland'] per a veu i piano (1815)
- D 219, Cançó "Das Finden" ['Ich hab’ ein Mädchen funden'] per a veu i piano (1815)
- D 222, Cançó "Lieb Minna" ['Schwüler Hauch weht mir herüber'] per a veu i piano (1815, també apareix com a "Lieb Minna. Romanze")
- D 225, Cançó "Der Fischer" ['Das Wasser rauscht’, das Wasser schwoll'] per a veu i piano (1815, 1a versió i modified 2a versió with changes by Johann Michael Vogl)
- D 227, Cançó "Idens Nachtgesang" ['Vernimm es, Nacht'] per a veu i piano (1815)
- D 228, Cançó "Von Ida" ['Der Morgen blüht, der Osten glüht'] per a veu i piano (1815)
- D 235, Cançó "Abends unter der Linde" ['Woher, o namenloses Sehnen'] per a veu i piano (1815, 1r arranjament)
- D 237, Cançó "Abends unter der Linde" ['Woher, o namenloses Sehnen'] per a veu i piano (1815, 2n arranjament; 2 versió)
- D 238, Cançó "Die Mondnacht" ['Siehe, wie die Mondesstrahlen'] per a veu i piano (1815)
- D 240, Cançó "Huldigung" ['Ganz verloren, ganz versunken in dein Anschaun'] per a veu i piano (1815)
- D 241, Cançó "Alles um Liebe" ['Was ist es, das die Seele füllt?'] per a veu i piano (1815)
- D 246, Cançó "Die Bürgschaft" ['Zu Dionys, dem Tyrannen'] per a veu i piano (1815)
- D 250, Cançó "Das Geheimnis" ['Sie konnte mir kein Wörtchen sagen'] per a veu i piano (1815, 1r arranjament)
- D 251, Cançó "Hoffnung" ['Es reden und träumen die Menschen viel'] per a veu i piano (1815, 1r arranjament)
- D 252, Cançó "Das Mädchen aus der Fremde" ['In einem Tal bei armen Hirten'] per a veu i piano (1815, 2n arranjament)
- D 253, Cançó "Punschlied. Im Norden zu singen" ['Auf der Berge freien Höhen'] per a veu i piano (1815, 1a versió)
- D 254, Cançó "Der Gott und die Bajadere" ['Mahadöh, der Herr der Erde'] per a veu i piano (1815, també apareix com a "Der Gott und die Bajadere. Indische Legende")
- D 255, Cançó "Der Rattenfänger" ['Ich bin der wohlbekannte Sänger'] per a veu i piano (1815)
- D 256, Cançó "Der Schatzgräber" ['Arm am Beutel, krank am Herzen'] per a veu i piano (1815)
- D 258, Cançó "Bundeslied" ['In allen guten Stunden'] per a veu i piano (1815)
- D 259, Cançó "An den Mond" ['Fullest wieder Busch und Tal'] per a veu i piano (1815, 1r arranjament)
- D 261, Cançó "Wer kauft Liebesgötter?" ['Von allen schönen Waren'] per a veu i piano (1815, 2 versió)
- D 262, Cançó "Die Fröhlichkeit" ['Wess' Adern leichtes Blut durchspringt'] per a veu i piano (1815)
- D 263, Cançó "Cora an die Sonne" ['Nach so vielen trüben Tagen'] per a veu i piano (1815)
- D 264, Cançó "Der Morgenkuß" ['Durch eine ganze Nacht sich nah zu sein'] per a veu i piano (1815, 1ª i 2a versió)
- D 265, Cançó "Abendständchen. An Lina" ['Sei sanft wie ihre Seele'] per a veu i piano (1815)
- D 266, Cançó "Morgenlied" ['Willkommen, rotes Morgenlicht!'] per a veu i piano (1815)
- D 271, Cançó "Der Weiberfreund" ['Noch fand von Evens Töchterscharen ich keine'] per a veu i piano (1815)
- D 272, Cançó "An die Sonne" ['Königliche Morgensonne'] per a veu i piano (1815)
- D 273, Cançó "Lilla an die Morgenröte" ['Wie schön bist du, du güldne Morgenröte'] per a veu i piano (1815)
- D 274, Cançó "Tischlerlied" ['Mein Handwerk geht durch alle Welt'] per a veu i piano (1815, 1ª i 2a versió)
- D 275, Cançó "Totenkranz für ein Kind" ['Sanft wehn, im Hauch der Abendluft'] per a veu i piano (1815)
- D 276, Cançó "Abendlied" ['Groß und rotenflammet'] per a veu i piano (1815)
- D 278, Cançó "Ossians Lied nach dem Falle Nathos" ['Beugt euch aus euren Wolken nieder'] per a veu i piano (1815; 1ª, 2ª i 3a versió; 1a versió és un fragment)
- D 280, Cançó "Das Rosenband" ['Im Frühlingsgarten fand ich sie'] per a veu i piano (1815)
- D 281, Cançó "Das Mädchen von Inistore" ['Mädchen Inistores, wein auf dem Felsen'] per a veu i piano (1815, 1ª i 2a versió)
- D 282, Cançó "Cronnan" ['Ich sitz’ bei der moosigten Quelle'] per a veu i piano (1815, 1ª i 2a versió)
- D 284, Cançó "Lied (Es ist so angenehm)" ['Es ist so angenehm, so süß'] per a veu i piano (1815)
- D 285, Cançó "Furcht der Geliebten/An Cidli" ['Cidli, du weinest'] per a veu i piano (1815, 1ª i 2a versió)
- D 286, Cançó "Selma und Selmar" ['Weine du nicht'] per a veu i piano (1815, 1ª i 2a versió)
- D 287, Cançó "Vaterlandslied" ['Ich bin ein deutsches Mädchen'] per a veu i piano (1815, 1ª i 2a versió)
- D 288, Cançó "An Sie" ['Zeit, Verkündigerin der besten Freuden'] per a veu i piano (1815)
- D 289, Cançó "Die Sommernacht" ['Wenn der Schimmer von dem Monde'] per a veu i piano (1815, 1ª i 2a versió)
- D 290, Cançó "Die frühen Gräber" ['Willkommen, o silberner Mond'] per a veu i piano (1815)
- D 291, Cançó "Dem Unendlichen" ['Wie erhebt sich das Herz'] per a veu i piano (1815, 1ª, 2ª i 3a versió)
- D 293, Cançó "Shilric und Vinvela" ['Mein Geliebter ist ein Sohn des Hügels'] per a veu i piano (1815, 1ª i 2a versió)
- D 295, Cançó "Hoffnung" ['Schaff, das Tagwerk meiner Hände'] per a veu i piano (1815 o 1816?, 1ª i 2a versió)
- D 296, Cançó "An den Mond" ['Füllest wieder Busch und Tal'] per a veu i piano (1815 o 1816?, 2n arranjament)
- D 297, Cançó "Augenlied" ['Süße Augen, klare Bronnen!'] per a veu i piano (1817?, 1ª i 2a versió, i una 2a versió modificada)
- D 298, Cançó "Liane" ['Hast du Lianen nicht gesehen?'] per a veu i piano (1815)
- D 300, Cançó "Der Jüngling an der Quelle" ['Leise, rieselnder Quell'] per a veu i piano (1816 o 1817)

##### D 301 to D 400
- D 301, Cançó "Lambertine" ['O Liebe, die mein Herz erfüllet'] per a veu i piano (1815)
- D 302, Cançó "Labetrank der Liebe" ['Wenn im Spiele leiser Töne'] per a veu i piano (1815)
- D 303, Cançó "An die Geliebte" ['O, daß ich dir vom stillen Auge'] per a veu i piano (1815)
- D 304, Cançó "Wiegenlied" ['Schlumm’re sanft! Noch an dem Mutterherzen'] per a veu i piano (1815)
- D 305, Cançó "Mein Gruß an den Mai" ['Sei mir gegrüßt, o Mai'] per a veu i piano (1815)
- D 306, Cançó "Skolie" ['Laßt im Morgenstrahl des Mai’n'] per a veu i piano (1815)
- D 307, Cançó "Die Sternenwelten" ['Oben drehen sich die großen unbekannten Welten dort'] per a veu i piano (1815)
- D 308, Cançó "Die Macht der Liebe" ['Überall, wohin mein Auge blicket'] per a veu i piano (1815)
- D 309, Cançó "Das gestörte Glück" ['Ich hab’ ein hießes junges Blut'] per a veu i piano (1815)
- D 310, Cançó "Sehnsucht" ['Nur wer die Sehnsucht kennt'] per a veu i piano (1815, 1r arranjament; 1ª i 2a versió)
- D 311, Cançó "An den Mond" ['?'] per a veu i piano (1815?, esborrany sense text)
- D 312, Cançó "Hektors Abschied" ['Will sich Hektor ewig von mir wenden'] per a veu i piano (1815, 1a versió)
- D 313, Cançó "Die Sterne" ['Wie wohl ist mir im Dunkeln!'] per a veu i piano (1815)
- D 314, Cançó "Nachtgesang" ['Tiefe Feier schauert um die Welt'] per a veu i piano (1815, 1ª i 2a versió)
- D 315, Cançó "An Rosa I" ['Warum bist du nicht hier'] per a veu i piano (1815, 1ª i 2a versió)
- D 316, Cançó "An Rosa II" ['Rosa, denskt du an mich?'] per a veu i piano (1815, 1ª i 2a versió)
- D 317, Cançó "Idens Schwanenlied" ['Wie schaust du aus dem Nebelflor'] per a veu i piano (1815, 1ª i 2a versió)
- D 318, Cançó "Schwangesang" ['Endlich stehn die Pforten offen'] per a veu i piano (1815)
- D 319, Cançó "Luisens Antwort" ['Wohl weinen Gottes Engel'] per a veu i piano (1815, 1ª i 2a versió)
- D 320, Cançó "Der Zufriedene" ['Zwar schuf das Glück hienieden'] per a veu i piano (1815)
- D 321, Cançó "Mignon" ['Kennst du das Land'] per a veu i piano (1815, 1ª i 2a versió)
- D 322, Cançó "Hermann und Thusnelda" ['Ha, dort kömmt er'] per a veu i piano (1815, 1ª i 2a versió)
- D 323, Cançó "Klage der Ceres" ['Ist der holde Lenz erschienen?'] per a veu i piano (1816; the last part, "O so laßt euch froh begrüssen" era anteriorment D 991; original versió, in addition to both a variant of mm. 142–203 i a versió modificada)
- D 325, Cançó "Harfenspieler" ['Wer sich der Einsamkeit ergibt'] per a veu i piano (1815, 1r arranjament)
- D 327, Cançó "Lorma" ['Lorma saß in der Halle von Aldo'] per a veu i piano (1815, 1r arranjament; fragment)
- D 328, Cançó "Der Erlkönig" ['Wer reitet so spät durch Nacht und Wind?'] per a veu i piano (1815, 1ª, 2ª i 3a versió)
- D 329, Cançó "Die drei Sänger" ['Der König saß beim frohen Mahle'] per a veu i piano (1815, fragment)
- D 342, Cançó "An mein Klavier" ['Sanftes Klavier, welche Entzückungen schaffest du mir'] per a veu i piano, Seraphine an ihr Klavier (ca. 1816)
- D 343, Cançó "Am Tage Aller Seelen" ['Ruhn in Frieden alle Seelen'] per a veu i piano, Litanei auf das Fest Aller Seelen (1816, 1ª i 2a versió)
- D 344, Cançó "Am ersten Maimorgen" ['Heute will ich fröhlich sein'] per a veu i piano (1816?)
- D 350, Cançó "Der Entfernten" ['Wohl denk’ ich allenthalben'] per a veu i piano (1816?, 2n arranjament)
- D 351, Cançó "Fischerlied" ['Das Fischergewerbe gibt rüstigen Mut'] per a veu i piano (1816?, 1r arranjament)
- D 358, Cançó "Die Nacht" ['Du verstörst uns nicht, o Nacht!'] per a veu i piano (1816, 1ª i 2a versió)
- D 359, Cançó "Sehnsucht" ['Nur wer die Sehnsucht kennt'] per a veu i piano, Lied der Mignon (1816, 2n arranjament)
- D 361, Cançó "Am Bach im Frühling" ['Du brachst sie nun, die kalte Rinde'] per a veu i piano (1816, 2a versió)
- D 362, Cançó "Zufriedenheit" ['Ich bin vergnügt'] per a veu i piano (1816?, 1r arranjament)
- D 363, Cançó "An Chloen" ['Die Munterkeit ist meinen Wangen'] per a veu i piano (1816, fragment)
- D 368, Cançó "Jägers Abendlied" ['Im Felde schleich’ ich still und wild'] per a veu i piano (1816?, 2n arranjament; versió modificada with changes by Johann Michael Vogl)
- D 371, Cançó "Klage" ['Trauer umfließt mein Leben'] per a veu i piano (1816, 1ª i 2a versió; 1a versió [anteriorment D 292] és un esborrany)
- D 372, Cançó "An die Natur" ['Süße, heilige Natur'] per a veu i piano (1816, 1ª i 2a versió)
- D 373, Cançó "Lied (Mutter geht durch ihre Kammern)" ['Mutter geht durch ihre Kammern'] per a veu i piano (1816?)
- D 375, Cançó "Der Tod Oskars" ['Warum öffnest du wieder'] per a veu i piano (1816)
- D 376, Cançó "Lorma" ['Lorma saß in der Halle von Aldo'] per a veu i piano (1816, 2n arranjament; fragment)
- D 381, Cançó "Morgenlied" ['Die frohe, neubelebte Flur'] per a veu i piano (1816)
- D 382, Cançó "Abendlied" ['Sanft glänzt die Abendsonne'] per a veu i piano (1816)
- D 388, Cançó "Laura am Klavier" ['Wenn dein Finger durch die Saiten meistert'] per a veu i piano (1816, 1ª i 2a versió)
- D 389, Cançó "Des Mädchens Klage" ['Der Eichwald braust'] per a veu i piano (1816, 3r arranjament)
- D 390, Cançó "Entzückung an Laura" ['Laura, über diese Welt'] per a veu i piano (1816, 1r arranjament)
- D 392, Cançó "Pflügerlied" ['Arbeitsam und wacker'] per a veu i piano (1816)
- D 393, Cançó "Die Einsiedelei" ['Es rieselt, klar und wehend'] per a veu i piano (1816, 2n arranjament)
- D 394, Cançó "An die Harmonie" ['Schöpferin beseelter Töne!'] per a veu i piano, Gesang an die Harmonie (1816)
- D 396, Cançó "Gruppe aus dem Tartarus" ['Horch, wie Murmeln des empörten Meeres'] per a veu i piano (1816, 1r arranjament; fragment)
- D 397, Cançó "Ritter Toggenburg" ['Ritter, treue Schwesterliebe'] per a veu i piano (1816, 1ª i 2a versió)
- D 398, Cançó "Frühlingslied" ['Die Luft ist blau'] per a veu i piano (1816, 2n arranjament)
- D 399, Cançó "Auf den Tod einer Nachtigall" ['Sie ist dahin'] per a veu i piano (1816, 2n arranjament)
- D 400, Cançó "Die Knabenzeit" ['Wie glücklich, wem das Knabenkleid'] per a veu i piano (1816)

##### D 401 to D 500
- D 401, Cançó "Winterlied" ['Keine Blumen blühn'] per a veu i piano (1816)
- D 402, Cançó "Der Flüchtling" ['Frisch atmet des Morgens lebendiger Hauch'] per a veu i piano (1816)
- D 403, Cançó "Lied (In’s stille Land)" ['In’s stille Land'] per a veu i piano (1816, 1ª, 2ª, 3ª i 4a versió; the 1ª edition of the 1a versió has a four-measure introduction composed by Anton Diabelli)
- D 404, Cançó "Die Herbstnacht" ['Mit leisen Harfentönen'] per a veu i piano, Die Wehmuth (1816, 1ª i 2a versió)
- D 405, Cançó "Der Herbstabend" ['Abendglockenhalle zittern'] per a veu i piano (1816, 1ª i 2a versió)
- D 406, Cançó "Abschied von der Harfe" ['Noch einmal tön, o Harfe'] per a veu i piano (1816, 1ª i 2a versió)
- D 409, Cançó "Die verfehlte Stunde" ['Quälend ungestilltes Sehnen'] per a veu i piano (1816, 1ª i 2a versió)
- D 411, Cançó "Daphne am Bach" ['Ich hab’ ein Bächlein funden'] per a veu i piano (1816)
- D 412, Cançó "Stimme der Liebe (Meine Selinde)" ['Meine Selinde'] per a veu i piano (1816, 1ª i 2a versió)
- D 413, Cançó "Entzückung" ['Tag voll Himmel!'] per a veu i piano (1816)
- D 414, Cançó "Geist der Liebe" ['Der Abend schleiert Flur und Hain'] per a veu i piano (1816, 1r arranjament)
- D 415, Cançó "Klage" ['Die Sonne steigt, die Sonne sinkt'] per a veu i piano (1816)
- D 416, Cançó "Lied in der Abwesenheit" ['Ach, mir ist das Herz so schwer'] per a veu i piano (1816, fragment)
- D 418, Cançó "Stimme der Liebe (Abendgewölke)" ['Abendgewölke schweben hell'] per a veu i piano, Abendgewölke (1816, 2n arranjament)
- D 419, Cançó "Julius an Theone" ['Nimmer, nimmer darf ich dir gestehen'] per a veu i piano (1816)
- D 429, Cançó "Minnelied" ['Holder klingt der Vogelsang'] per a veu i piano (1816)
- D 430, Cançó "Die frühe Liebe" ['Schon im bunten Knabenkleide'] per a veu i piano (1816, 1ª i 2a versió)
- D 431, Cançó "Blumenlied" ['Es ist ein halbes Himmelreich'] per a veu i piano (1816)
- D 432, Cançó "Der Leidende" ['Nimmer trag’ ich langer'] per a veu i piano, Klage (1816, 1ª, 2ª i 3a versió)
- D 433, Cançó "Seligkeit" ['Freuden sonder Zahl'] per a veu i piano (1816)
- D 434, Cançó "Erntelied" ['Sicheln Schallen, Ähren fallen'] per a veu i piano (1816)
- D 436, Cançó "Klage" ['Dein Silber schien durch Eichengrün'] per a veu i piano (1816; 1ª i 2a versió, i una variació modificada de la 1a versió; la 2a versió era anteriorment D 437)
- D 442, Cançó "Das große Halleluja" ['Ehre sei dem Hocherhabnen']; versió per a veu i piano (1816)
- D 443, Cançó "Schlachtlied" ['Mit unserm Arm ist nichts getan']; versió per a veu i piano, Schlachtgesang (1816, 1r arranjament)
- D 444, Cançó "Die Gestirne" ['Es tönet sein Lob'] per a veu i piano (1816)
- D 445, Cançó "Edone" ['Dein süßes Bild, Edone'] per a veu i piano (1816)
- D 446, Cançó "Die Liebesgötter" ['Cypris, meiner Phyllis gleich'] per a veu i piano (1816)
- D 447, Cançó "An den Schlaf" ['Komm und senke die umflorten Schwingen'] per a veu i piano (1816)
- D 448, Cançó "Gott im Frühlinge" ['In seinem schimmernden Gewand'] per a veu i piano (1816, 1ª i 2a versió)
- D 449, Cançó "Der gute Hirt" ['Was sorgest du?'] per a veu i piano (1816, versió original i modificada)
- D 450, Cançó "Fragment aus dem Aeschylus" ['So wird der Mann'] per a veu i piano (1816, 1ª i 2a versió)
- D 454, Cançó "Grablied auf einen Soldaten" ['Zieh hin, du braver Krieger du!'] per a veu i piano (1816)
- D 455, Cançó "Freude der Kinderjahre" ['Freude, die im frühen Lenze'] per a veu i piano (1816)
- D 456, Cançó "Das Heimweh (Oft in einsam stillen Stunden)" ['Oft in einsam stillen Stunden'] per a veu i piano (1816)
- D 458, Cançó "Aus Diego Manazares. Ilmerine" ['Wo irrst du durch einsame Schatten'] per a veu i piano (1816, també apareix com a "Aus Diego Manzanares")
- D 462, Cançó "An Chloen" ['Bei der Liebe reinsten Flammen'] per a veu i piano (1816)
- D 463, Cançó "Hochzeit-Lied" ['Will singen euch im alten Ton'] per a veu i piano (1816)
- D 464, Cançó "In der Mitternacht" ['Todesstille deckt das Tal'] per a veu i piano (1816)
- D 465, Cançó "Trauer der Liebe" ['Wo die Taub’ in stillen Buchen'] per a veu i piano (1816, 1ª i 2a versió)
- D 466, Cançó "Die Perle" ['Es ging ein Mann zur Frühlingszeit'] per a veu i piano (1816)
- D 467, Cançó "Pflicht und Liebe" ['Du, der ewig um mich trauert'] per a veu i piano (1816, fragment)
- D 468, Cançó "An den Mond" ['Was schauest du so hell'] per a veu i piano (1816)
- D 469, Cançó "Mignon (So laßt mich scheinen, bis ich werde)" ['So laßt mich scheinen, bis ich werde'] per a veu i piano (1816, 1r arranjament; 1ª i 2a versió; ambdós són fragments)
- D 473, Cançó "Liedesend" ['Auf seinem gold’nen Throne'] per a veu i piano (1816, 1ª i 2a versió)
- D 474, Cançó "Lied des Orpheus, als er in die Hölle ging" ['Wälze dich hinweg'] per a veu i piano (1816, 1ª i 2a versió)
- D 475, Cançó "Abschied" ['Über die Berge zieht ihr fort'] per a veu i piano (1816, també apareix com a "Abschied. Nach einer Wallfahrts-Arie bearbeitet")
- D 476, Cançó "Rückweg" ['Zum Donaustrom, zur Kaiserstadt'] per a veu i piano (1816)
- D 477, Cançó "Alte Liebe rostet nie" ['Alte Liebe rostet nie'] per a veu i piano (1816)
- D 478, Cicle de cançons Gesänge des Harfners aus "Wilhelm Meister" per a veu i piano

1. "Wer sich der Einsamkeit ergibt", Harfenspieler I (1816, 2n arranjament; 1a versió i 2a versió modificada)
2. "Wer nie sein Brot mit Tränen aß", Harfenspieler III [anteriorment D 480] (1816; 1ª i 2n arranjaments, i una versió modificada del 3r arranjament)
3. "An die Türen will ich schleichen", Harfenspieler II [anteriorment D 479] (1816, 1a versió i una 2a versió modificada)
- D 481, Cançó "Sehnsucht" ['Nur wer die Sehnsucht kennt'] per a veu i piano, Lied der Mignon (1816, 3r arranjament)
- D 482, Cançó "Der Sänger am Felsen" ['Klage, meine Flöte, klage'] per a veu i piano (1816)
- D 483, Cançó "Lied (Ferne von der großen Stadt)" ['Ferne von der großen Stadt'] per a veu i piano (1816)
- D 484, Cançó "Gesang der Geister über den Wassern" ['Des Menschen Seele gleicht dem Wasser'] per a veu i piano (1816, 1r arranjament; fragment)
- D 489, Cançó "Der Wanderer" ['Ich komme vom Gebirge her'] per a veu i piano, Der Unglückliche (1816, 1ª i 2a versió; 2a versió era anteriorment D 493)
- D 490, Cançó "Der Hirt" ['Du Turm, zu meinem Leide'] per a veu i piano (1816)
- D 491, Cançó "Geheimnis" ['Sag an, wer lehrt dich Lieder'] per a veu i piano (1816)
- D 492, Cançó "Zum Punsche" ['Woget brausend, Harmonien'] per a veu i piano (1816)
- D 495, Cançó "Abendlied der Fürstin" ['Der Abend rötet nun das Tal'] per a veu i piano (1816)
- D 496, Cançó "Bei dem Grabe meines Vaters" ['Friede sei um diesen Grabstein her!'] per a veu i piano (1816)
- D 496A, Cançó "Klage um Ali Bey" ['Laßt mich! Laßt mich! ich will klagen'] per a veu i piano (1816, 2a versió)
- D 499, Cançó "Abendlied" ['Der Mond is aufgegangen'] per a veu i piano (1816)
- D 500, Cançó "Phidile" ['Ich war erst sechzehn Sommer alt'] per a veu i piano (1816)

##### D 501 to D 600
- D 501, Cançó "Zufriedenheit" ['Ich bin vergnügt'] per a veu i piano (1816, 2n arranjament; 1ª i 2a versió)
- D 502, Cançó "Herbstlied" ['Bunt sind schon die Wälder'] per a veu i piano (1816)
- D 503, Cançó "Mailied" ['Grüner wird die Au'] per a veu i piano (1816, 3r arranjament)
- D 504, Cançó "Am Grabe Anselmos" ['Daß ich dich verloren habe'] per a veu i piano (1816, 2a versió)
- D 507, Cançó "Skolie" ['Mädchen entsiegelten, Brüder, die Flaschen'] per a veu i piano (1816)
- D 508, Cançó "Lebenslied" ['Kommen und Scheiden'] per a veu i piano (1816)
- D 509, Cançó "Leiden der Trennung" ['Vom Meere trennt sich die Welle'] per a veu i piano (1816, 1ª i 2a versió)
- D 513A,	Cançó "Nur wer die Liebe kennt" ['Nur wer die Liebe kennt'] per a veu i piano (1817?, esborrany)
- D 520, Cançó "Frohsinn" ['Ich bin von lockerem Schlage'] per a veu i piano (1817, 1ª i 2a versió)
- D 521, Cançó "Jagdlied" ['Trarah! Trarah! Wir kehren daheim']; versió per a veu i piano (1817)
- D 522, Cançó "Die Liebe" ['Wo weht der Liebe hoher Geist?'] per a veu i piano (1817)
- D 523, Cançó "Trost" ['Nimmer lange weil' ich hier'] per a veu i piano (1817)
- D 524, Cançó "Der Alpenjäger" ['Auf hohen Bergesrücken'] per a veu i piano (1817, 1a versió)
- D 527, Cançó "Schlaflied" ['Es mahnt der Wald'] per a veu i piano, Abendlied o Schlummerlied (1817, 1a versió)
- D 532, Cançó "Das Lied vom Reifen" ['Seht meine lieben Bäume an'] per a veu i piano (1817, fragment)
- D 533, Cançó "Täglich zu singen" ['Ich danke Gott und freue mich'] per a veu i piano (1817)
- D 534, Cançó "Die Nacht" ['Die Nacht ist dumpfig und finster'] per a veu i piano (1817)
- D 540, Cançó "Philoktet" ['Da sitz’ ich ohne Bogen'] per a veu i piano (1817)
- D 543, Cançó "Auf dem See" ['Und frische Nahrung'] per a veu i piano (1817, 1a versió)
- D 545, Cançó "Der Jüngling und der Tod" ['Die Sonne sinkt, o könnt ich'] per a veu i piano (1817, 2a versió)
- D 546, Cançó "Trost im Liede" ['Braust des Unglücks Sturm empor'] per a veu i piano (1817, 1a versió)
- D 547, Cançó "An die Musik" ['Du holde Kunst'] per a veu i piano (1817, 1a versió)
- D 548, Cançó "Orest" ['Ist dies Tauris'] per a veu i piano (1817, també apareix com a "Orest auf Tauris")
- D 549, Cançó "Mahomets Gesang" ['Seht den Felsenquell'] per a veu i piano (1817, 1r arranjament; fragment)
- D 550, Cançó "Die Forelle" ['In einem Bächlein helle'] per a veu i piano (1816–1821, 1ª, 2ª, 3ª i 5a versió)
- D 551, Cançó "Pax vobiscum" ['Der Friede sei mit euch!'] per a veu i piano (1817)
- D 552, Cançó "Hänflings Liebeswerbung" ['Ahidi! ich liebe'] per a veu i piano (1817, 1a versió)
- D 554, Cançó "Uraniens Flucht" ['Laßt uns, ihr Himmlischen, ein Fest begehen!'] per a veu i piano (1817)
- D 555, Cançó ["?"] ['?'] per a veu i piano "Liedentwurf in a" (1817?, esborrany sense text)
- D 558, Cançó "Liebhaber in allen Gestalten" ['Ich wollt’, ich wär’ ein Fisch'] per a veu i piano (1817)
- D 559, Cançó "Schweizerlied" ['Uf’m Bergli bin i g’sässe'] per a veu i piano (1817)
- D 560, Cançó "Der Goldschmiedsgesell" ['Es ist doch meine Nachbarin'] per a veu i piano (1817)
- D 561, Cançó "Nach einem Gewitter" ['Auf den Blumen'] per a veu i piano (1817)
- D 562, Cançó "Fischerlied" ['Das Fischergewerbe gibt rüstigen Mut!'] per a veu i piano (1817, 3r arranjament)
- D 563, Cançó "Die Einsiedelei" ['Es rieselt, klar und wehend'] per a veu i piano (1817, 3r arranjament)
- D 564, Cançó "Gretchen im Zwinger" ['Ach neige, du Schmerzensreiche'] per a veu i piano, Gretchens Bitte (1817, fragment)
- D 573, Cançó "Iphigenia" ['Blüht denn hier an Tauris Strande'] per a veu i piano (1817, 1ª i 2a versió)
- D 577, Cançó "Entzückung an Laura" ['Laura, Laura, über diese Welt'] per a veu i piano (1817, 2n arranjament; 2 fragments d'un esborrany)
- D 578, Cançó "Abschied" ['Lebe wohl! Du lieber Freund!'] per a veu i piano (1817)
- D 579, Cançó "Der Knabe in der Wiege" ['Er schläft so süß'] per a veu i piano (1817, 1ª i 2a versió; la 2a versió és un fragment)
- D 579A,	Cançó "Vollendung" ['Wenn ich einst das Ziel errungen habe'] per a veu i piano [anteriorment D 989] (1817)
- D 579 B,	Cançó "Die Erde" ['Wenn sanft entzückt mein Auge sieht'] per a veu i piano [anteriorment D 989A] (1817)
- D 584, Cançó "Elysium" ['Vorüber die stöhnende Klage!'] per a veu i piano (1817)
- D 585, Cançó "Atys" ['Der Knabe seufzt übers grüne Meer'] per a veu i piano (1817)
- D 587, Cançó "An den Frühling" ['Willkommen, schöner Jüngling!'] per a veu i piano (1817, 3r arranjament; 1ª i 2a versió; 2a versió era anteriorment D 245)
- D 588, Cançó "Der Alpenjäger" ['Willst du nicht das Lämmlein hüten?'] per a veu i piano (1817, 1a versió)
- D 595, Cançó "Thekla (eine Geisterstimme)" ['Wo ich sei und wo mich hingewendet'] per a veu i piano (1817, 2n arranjament; 1a versió)
- D 596, Cançó "Lied eines Kindes" ['Lauter Freude fühl' ich'] per a veu i piano (1817, fragment)

##### D 601 to D 700
- D 611, Cançó "Auf der Riesenkoppe" ['Hoch auf dem Gipfel deiner Gebirge'] per a veu i piano (1818)
- D 614, Cançó "An den Mond in einer Herbstnacht" ['Freundlich ist dein Antlitz'] per a veu i piano (1818)
- D 616, Cançó "Grablied für die Mutter" ['Hauche milder, Abendluft'] per a veu i piano (1818)
- D 620, Cançó "Einsamkeit" ['Gib mir die Fülle der Einsamkeit!'] per a veu i piano (1818)
- D 622, Cançó "Der Blumenbrief" ['Euch Blümlein will ich senden'] per a veu i piano (1818)
- D 623, Cançó "Das Marienbild" ['Sei gegrüßt, du Frau der Huld'] per a veu i piano (1818)
- D 626, Cançó "Blondel zu Marien" ['In düstrer Nacht'] per a veu i piano (1818)
- D 628, Cançó "Sonett" ['Apollo, lebet noch dein hold Verlangen'] per a veu i piano, Sonett I (1818)
- D 629, Cançó "Sonett" ['Allein, nachdenklich, wie gelähmt vom Krampfe'] per a veu i piano, Sonett II (1818)
- D 630, Cançó "Sonett" ['Nunmehr, da Himmel, Erde schweigt'] per a veu i piano, Sonett III (1818)
- D 631, Cançó "Blanka" ['Wenn mich einsam Lüfte fächeln'] per a veu i piano, Das Mädchen (1818)
- D 632, Cançó "Vom Mitleiden Mariä" ['Als bei dem Kreuz Maria stand'] per a veu i piano (1818)
- D 636, Cançó "Sehnsucht" ['Ach, aus dieses Tales Gründen'] per a veu i piano (1821?, 2n arranjament; 1ª i 2a versió)
- D 638, Cançó "Der Jüngling am Bache" ['An der Quelle saß der Knabe'] per a veu i piano (1819, 3r arranjament; 1a versió)
- D 639, Cançó "Widerschein" ['Fischer harrt am Brückenbogen'] per a veu i piano (1820, 1ª i 2a versió; la 2a versió ['Harrt ein Fischer auf der Brücke'] era anteriorment D 949)
- D 645, Cançó "Abend" ['Wie ist es denn, daß trüb und schwer'] per a veu i piano (1819, fragmentd'un esborrany)
- D 646, Cançó "Die Gebüsche" ['Es wehet kühl und leise'] per a veu i piano (1819)
- D 649, Cançó "Der Wanderer" ['Wie deutlich des Mondes Licht zu mir spricht'] per a veu i piano (1819, 1a versió)
- D 650, Cançó "Abendbilder" ['Still beginnt’s im Hain zu tauen'] per a veu i piano (1819)
- D 651, Cançó "Himmelsfunken" ['Der Odem Gottes weht'] per a veu i piano (1819)
- D 652, Cançó "Das Mädchen" ['Wie so innig, möcht ich sagen'] per a veu i piano (1819, 1ª i 2a versió)
- D 653, Cançó "Bertas Lied in der Nacht" ['Nacht umhüllt mit wehendem Flügel'] per a veu i piano (1819)
- D 654, Cançó "An die Freunde" ['Im Wald, im Wald, da grabt mich ein'] per a veu i piano (1819)
- D 658, Cançó "Geistliches Lied" ['Ich sehe dich in tausend Bildern'] per a veu i piano [anteriorment "Marie"] (1819?)
- D 659, Cançó "Hymne" ['Wenige wissen das Geheimnis der Liebe'] per a veu i piano (1819; també apareix com a "Hymne I")
- D 660, Cançó "Geistliches Lied" ['Wenn ich ihn nur habe'] per a veu i piano (1819; també apareix com a "Hymne II")
- D 661, Cançó "Geistliches Lied" ['Wenn alle untreu werden'] per a veu i piano (1819; també apareix com a "Hymne III")
- D 662, Cançó "Geistliches Lied" ['Ich sag’ es jedem, daß er lebt'] per a veu i piano (1819; també apareix com a "Hymne IV")
- D 663, Hymn "Der 13. Psalm" ['Ach Herr, wie lange willst du mein so ganz vergessen?'] per a veu i piano (1819, fragment)
- D 669, Cançó "Beim Winde" ['Es traümen die Wolken'] per a veu i piano (1819)
- D 670, Cançó "Die Sternennächte" ['In monderhellten Nächten'] per a veu i piano (1819, 1a versió)
- D 671, Cançó "Trost" ['Hörnerklänge rufen klangend'] per a veu i piano (1819)
- D 672, Cançó "Nachtstück" ['Wenn über Berge sich der Nebel breitet'] per a veu i piano (1819, 1a versió)
- D 673, Cançó "Die Liebende schreibt" ['Ein Blick von deinen Augen'] per a veu i piano (1819, 1a versió)
- D 677, Cançó "Strophe aus ‘Die Götter Griechenlands' " ['Schöne Welt, wo bist du?'] per a veu i piano (1819, 1ª i 2a versió)
- D 682, Cançó "Über allen Zauber Liebe" ['Sie hüpfte mit mir auf grünem Plan'] per a veu i piano (1820 i 1824, fragment)
- D 684, Cançó "Die Sterne" ['Du staunest, o Mensch'] per a veu i piano (1820)
- D 686, Cançó "Frühlingsglaube" ['Die linden Lüfte sind erwacht'] per a veu i piano (1820, 1ª i 2a versió)
- D 687, Cançó "Nachthymne" ['Hinüber wall' ich'] per a veu i piano (1820)
- D 688, Cicle de cançons Vier Canzonen per a veu i piano (1820)

1. "Non t'accostar all'urna"
2. "Guarda, che bianca luna"
3. "Da quel sembiante appresi"
4. "Mio ben, ricordati"
- D 690, Cançó "Abendröte" ['Tiefer sinket schon die Sonne'] per a veu i piano (1823)
- D 692, Cançó "Der Knabe" ['Wenn ich nur ein Vöglein wäre'] per a veu i piano (1820)
- D 693, Cançó "Der Fluß" ['Wie rein Gesang sich windet'] per a veu i piano (1820)
- D 694, Cançó "Der Schiffer" ['Friedlich lieg’ ich hingegossen'] per a veu i piano (1820)
- D 695, Cançó "Namenstagslied" ['Vater, schenk’ mir diese Stunde'] per a veu i piano (1820?)
- D 698, Cançó "Des Fräuleins Liebeslauschen" ['Hier unten steht ein Ritter'] per a veu i piano (1820)
- D 699, Cançó "Der entsühnte Orest" ['Zu meinen Füßen brichst du dich'] per a veu i piano (1820)
- D 700, Cançó "Freiwilliges Versinken" ['Wohin? o Helios!'] per a veu i piano (1820)

##### D 701 to D 800
- D 707, Cançó "Der zürnenden Diana" ['Ja, spanne nur den Bogen'] per a veu i piano (1820, 2a versió)
- D 708, Cançó "Im Walde" ['Windes Rauschen, Gottes Flügel'] per a veu i piano, Waldesnacht (1820)
- D 711, Cançó "Lob der Tränen" ['Laue Lüfte, Blumendüfte'] per a veu i piano (1818?, 1a versió)
- D 712, Cançó "Die gefangenen Sänger" ['Hörst du von den Nachtigallen'] per a veu i piano (1821)
- D 713, Cançó "Der Unglückliche" ['Die Nacht bricht an'] per a veu i piano (1821, 1a versió)
- D 715, Cançó "Versunken" ['Voll Locken kraus ein Haupt so rund'] per a veu i piano (1821, 1ª i 2a versió)
- D 720, Cançó "Suleika I" ['Was bedeutet die Bewegung?'] per a veu i piano (1821, 1a versió)
- D 726, Cançó "Mignon I" ['Heiß mich nicht reden, heiß mich schweigen'] per a veu i piano (1821, 1r arranjament)
- D 727, Cançó "Mignon II" ['So laßt mich scheinen, bis ich werde'] per a veu i piano (1821, 2n arranjament)
- D 728, Cançó "Johanna Sebus" ['Der Damm zerreißt'] per a veu i piano (1821, fragment)
- D 732, Òpera "Alfonso und Estrella" (1821–1822)

8. Arie: Doch im Getümmel der Schlacht (versió per a veu i piano)
13. Arie: Wenn ich dich, Holde, sehe (versió per a veu i piano)
- D 736, Cançó "Ihr Grab" ['Dort ist ihr Grab'] per a veu i piano (1822?)
- D 745, Cançó "Die Rose" ['Es lockte schöne Wärme'] per a veu i piano (1822, 2a versió)
- D 746, Cançó "Am See" ['In des Sees Wogenspiele'] per a veu i piano (1822 o 1823?)
- D 749, Cançó "Herrn Josef Spaun, Assessor in Linz" ['Und nimmer schreibst du?'] per a veu i piano (1822)
- D 752, Cançó "Nachtviolen" ['Nachtviolen, Nachtviolen'] per a veu i piano (1822)
- D 756, Cançó "Du liebst mich nicht" ['Mein Herz ist zerrissen, du liebst mich nicht!'] per a veu i piano (1822, 1a versió)
- D 758, Cançó "Todesmusik" ['In des Todes Feierstunde'] per a veu i piano (1822, 1a versió)
- D 761, Cançó "Schatzgräbers Begehr" ['In tiefster Erde ruht ein alt Gesetz'] per a veu i piano (1822, 1a versió)
- D 762, Cançó "Schwestergruß" ['Im Mondenschein’ wall' ich auf und ab'] per a veu i piano (1822)
- D 764, Cançó "Der Musensohn" ['Durch Feld und Wald zu schweifen'] per a veu i piano (1822, 1a versió)
- D 765, Cançó "An die Entfernte" ['So hab’ ich wirklich dich verloren?'] per a veu i piano (1822)
- D 766, Cançó "Am Flusse" ['Verfließest, vielgeliebte Lieder'] per a veu i piano (1822, 2n arranjament)
- D 767, Cançó "Willkommen und Abschied" ['Es schlug mein Herz'] per a veu i piano (1822, 1a versió)
- D 788, Cançó "Lied (Des Lebens Tag ist schwer und schwül)" ['Des Lebens Tag ist schwer und schwül'] per a veu i piano, Die Mutter Erde (1823)
- D 789, Cançó "Pilgerweise" ['Ich bin ein Waller auf der Erde'] per a veu i piano (1823)
- D 792, Cançó "Vergißmeinnicht" ['Als der Frühling'] per a veu i piano (1823)
- D 794, Cançó "Der Pilgrim" ['Noch in meines Lebens Lenze'] per a veu i piano (1823, 1a versió)
- D 795, Cicle de cançons Die schöne Müllerin per a veu i piano (1823)

11. "Mein!" ['Bächlein, laß dein Rauschen sein'] (versió modificada)
13. "Mit dem grünen Lautenbande" ['Schad’ um das schöne grüne Band'] (versió modificada)
18. "Trockne Blumen" ['Ihr Blümlein alle'] (versió modificada)
19. "Der Müller und der Bach" ['Wo ein treues Herze'] (versió modificada)
- D 799, Cançó "Im Abendrot" ['Oh, wie schön ist deine Welt'] per a veu i piano (1824 o 1825, 1ª i 2a versió)

##### D 801 to D 900
- D 805, Cançó "Der Sieg" ['O unbewölktes Leben!'] per a veu i piano (1824)
- D 806, Cançó "Abendstern" ['Was weilst du einsam an dem Himmel'] per a veu i piano (1824)
- D 807, Cançó "Auflösung" ['Verbirg dich, Sonne'] per a veu i piano (1824)
- D 808, Cançó "Gondelfahrer" ['Es tanzen Mond und Sterne'] per a veu i piano (1824, 1r arranjament)
- D 827, Cançó "Nacht und Träume" ['Heil'ge Nacht, du sinkest nieder!'] per a veu i piano (1823, 1a versió)
- D 829, Melodrama "Leb’ wohl du schöne Erde" ['Leb’ wohl du schöne Erde'] per a veu parlada i piano (1826, també apareix com a "Abschied" o "Abschied von der Erde")
- D 832, Cançó "Des Sängers Habe" ['Schlagt mein ganzes Glück in Splitter'] per a veu i piano (1825)
- D 833, Cançó "Der blinde Knabe" ['O sagt, ihr Lieben, mir einmal'] per a veu i piano (1825, 1a versió i modified 2a versió)
- D 834, Cançó "Im Walde" ['Ich wandre über Berg und Tal'] per a veu i piano (1825, 1a versió)
- D 842, Cançó "Totengräbers Heimwehe" ['O Menschheit, o Leben, era soll's?'] per a veu i piano (1825)
- D 851, Cançó "Das Heimweh" ['Ach, der Gebirgssohn'] per a veu i piano (1825, 1a versió)
- D 852, Cançó "Die Allmacht" ['Groß ist Jehova, der Herr'] per a veu i piano (1825, 1r arranjament; versió modificada)
- D 853, Cançó "Auf der Bruck" ['Frisch trabe sonder Ruh’ und Rast'] per a veu i piano (1825, 1a versió)
- D 854, Cançó "Fülle der Liebe" ['Ein sehnend Streben teilt mir das Herz'] per a veu i piano (1825)
- D 855, Cançó "Wiedersehn" ['Der Frühlingssonne holdes Lächeln'] per a veu i piano (1825)
- D 860, Cançó "An mein Herz" ['O Herz, sei endlich stille'] per a veu i piano (1825)
- D 861, Cançó "Der liebliche Stern" ['Ihr Sternlein, still in der Höhe'] per a veu i piano (1825)
- D 862, Cançó "Um Mitternacht" ['Keine Stimme hör’ ich schallen'] per a veu i piano (1825 i 1826?, 1a versió)
- D 863, Cançó "An Gott" ['Kein Auge hat dein Angesicht geschaut'] per a veu i piano (1827 o anterior; perduda)
- D 864, Cançó "Das Totenhemdchen" ['Starb das Kindlein'] per a veu i piano (posterior a 1824; perduda)
- D 869, Cançó "Totengräber-Weise" ['Nicht so düster und so bleich'] per a veu i piano (1826)
- D 871, Cançó "Das Zügenglöcklein" ['Kling die Nacht durch, klinge'] per a veu i piano (1826, 1a versió)
- D 874, Cançó "O Quell, era strömst du rasch und wild" ['O Quell, era strömst du rasch und wild'] per a veu i piano (1826?, esborrany)
- D 876, Cançó "Im Jänner 1817" ['Ich bin von aller Ruh’ geschieden'] per a veu i piano, Tiefes Leid (1826)
- D 877, Cicle de cançons Gesänge aus "Wilhelm Meister" (1826)

2. "Lied der Mignon" ['Heiß mich nicht reden, heiß mich schweigen'] per a veu i piano (2n arranjament, versió modificada)
- D 881, Cançó "Fischerweise" ['Den Fischer fechten Sorgen und Gram und Leid nicht an'] per a veu i piano (1826, 1a versió)
- D 882, Cançó "Im Frühling" ['Still sitz’ ich an des Hügels Hang'] per a veu i piano (1826, 1a versió)
- D 883, Cançó "Lebensmut" ['O wie dringt das junge Leben'] per a veu i piano (1826)
- D 888, Cançó "Trinklied" ['Bacchus, feister Fürst des Weins'] per a veu i piano (1826)
- D 889, Cançó "Ständchen" ['Horch, horch! die Lerch im Ätherblau'] per a veu i piano (1826)
- D 890, Cançó "Hippolits Lied" ['Laßt mich, ob ich auch still verglüh'] per a veu i piano (1826)
- D 891, Cançó "An Sylvia" ['Was ist Sylvia?'] per a veu i piano (1826)
- D 896, Cançó "Fröhliches Scheiden" ['Gar fröhlich kann ich scheiden'] per a veu i piano (1827–1828, esborrany)
- D 896A,	Cançó "Sie in jedem Liede" ['Nehm ich die Harfe'] per a veu i piano (1827–1828, esborrany)
- D 896B,	Cançó "Wolke und Quelle" ['Auf meinen heimischen Bergen'] per a veu i piano (1827–1828, esborrany)

##### D 901 to D 998
- D 906, Cançó "Der Vater mit dem Kind" ['Dem Vater liegt das kind in Arm'] per a veu i piano (1827)
- D 907, Cançó "Romanze des Richard Löwenherz" ['Großer Taten tat der Ritter fern im heiligen Lande viel'] per a veu i piano (1826?, 1a versió)
- D 910, Cançó "Schiffers Scheidelied" ['Die Wogen am Gestade schwellen'] per a veu i piano (1827)
- D 911, Cicle de cançons Winterreise per a veu i piano (1827)

7. "Auf dem Flusse" ['Der du so lustig rauschtest'] (1a versió)
10. "Rast" ['Nun merk’ ich erst, wie müd ich bin'] (1a versió)
11. "Frühlingstraum" ['Ich träumte von bunten Blumen'] (1a versió)
22. "Mut" ['Fliegt der Schnee mir ins Gesicht'] (1a versió)
23. "Die Nebensonnen" ['Drei Sonnen sah ich'] (1a versió)
- D 916A, Cançó ["?"] ['?'] per a veu i piano "Liedentwurf in C" (1827?, esborrany sense text)
- D 919, Cançó "Frühlingslied" ['Geöffnet sind des Winters Riegel'] per a veu i piano (1827?, 2n arranjament)
- D 922, Cançó "Heimliches Lieben" ['O du, wenn deine Lippen mich berühren'] per a veu i piano (1827, 1a versió)
- D 923, Cançó "Eine altschottische Ballade" ['Dein Schwert, wie ist’s von Blut so rot'] per a veu i piano, Edward (1827; 2a versió en addició de la 3a versió per a veu masculina, veu femenina i piano)
- D 931, Cançó "Der Wallensteiner Lanzknecht beim Trunk" ['He! schenket mir im Helme ein!'] per a veu i piano (1827)
- D 932, Cançó "Der Kreuzzug" ['Ein Münich steht in seiner Zell'] per a veu i piano (1827)
- D 933, Cançó "Des Fischers Liebesglück" ['Dort blinket durch Weiden'] per a veu i piano (1827)
- D 937, Cançó "Lebensmut" ['Fröhlicher Lebensmut braust in dem raschen Blut'] per a veu i piano (1828?, fragment)
- D 938, Cançó "Der Winterabend" ['Es ist so still, so heimlich um mich'] per a veu i piano (1828)
- D 945, Cançó "Herbst" ['Es rauschen die Winde so herbstlich und kalt'] per a veu i piano (1828)
- D 957,	Cicle de cançons 13 Lieder nach Gedichten von Rellstab und Heine per a veu i piano (1828, també apareix com a "Schwanengesang")

1. "Liebesbotschaft" ['Rauschendes Bächlein, so silber und hell']
2. "Kriegers Ahnung" ['In tiefer Ruh liegt um mich her']
3. "Frühlingssehnsucht" ['Säuselnde Lüfte wehen so mild']
4. "Ständchen" ['Leise flehen meine Lieder'], Serenade (original i versió modificada)
5. "Aufenthalt" ['Rauschender Strom, brausender Wald']
6. "In der Ferne" ['Wehe dem Fliehenden']
7. "Abschied" ['Ade! du muntre, du fröhliche Stadt']
8. "Der Atlas" ['Ich unglückselger Atlas']
9. "Ihr Bild" ['Ich stand in dunkeln Träumen']
10. "Das Fischermädchen" ['Du schönes Fischermädchen']
11. "Die Stadt" ['Am fernen Horizonte']
12. "Am Meer" ['Das Meer erglänzte weit hinaus']
13. "Der Doppelgänger" ['Still ist die Nacht, es ruhen die Gassen']
- D 965A,	Cançó "Die Taubenpost" ['Ich hab’ eine Brieftaub in meinem Sold'] per a veu i piano [anteriorment D 957, núm. 14] (1828)
- D 990, Cançó "Der Graf von Habsburg" ['Zu Aachen in seiner Kaiserpracht'] per a veu i piano (data desconeguda)
- D 990A, Cançó "Kaiser Maximilian auf der Martinswand" ['Hinauf! hinauf! in Sprung und Lauf'] per a veu i piano (data desconeguda, també apareix com a "Kaiser Maximilian auf der Martinswand in Tirol")
- D 990B,	Cançó "Augenblicke im Elysium" ['Vor der in Ehrfurcht all mein Wesen kniet'] per a veu i piano [anteriorment D 582] (data desconeguda, perduda)
- D 990D,	Cançó "Die Schiffende" ['Sie wankt dahin; die Abendwinde spielen'] per a veu i piano (1815?, perduda)

##### Apèndix i obra perduda
- D Anh. II,3, arranjament de Dues àries de l'Òpera Echo et Narcisse ['Rien de la nature'; 'O combats, o désordre extrème!'] per a veu i piano (1816, composicions de Christoph Willibald Gluck)
- D deest, Cançó "?" ['?'] improvisació per a veu i piano (1815?, perduda?; possiblement, idèntica a D 284)
- D deest, Cançó "?" ['?'] en do major per a veu i piano (1816, fragment)
- D deest, Cançó "Winterlied" ['Das Glas gefüllt!'] per a veu i piano, Winterabend (posterior a 1820; 2n arranjament de la D 242, amb un títol diferent; també apareix llistada de manera no oficial com a D 242A o D 324A)
- D deest, Cançó "?" ['?'] per a veu i piano (ca. 1827, fragment; perduda)

## Exercicis de composició vocal
- D 17, Exercicis de composició sobre "Quell' innocente figlio" ['Quell' innocente figlio'] per a diversos conjunts vocals, Arie dell' Angelo (1812?, també apareix a l'"Aria dell' Angelo". Nou arranjaments: Núm. 1, Solo per a soprano; Núm. 2, Duet per a 2 sopranos; Núm. 3, Trio per a soprano, contralt i tenor; Núm. 4, Quartet per a soprano, contralt, tenor i baix; Núm. 5, Trio per a soprano, contralt i tenor; Núm. 6, Trio per a soprano, contralt i tenor; Núm. 7 Quartet per a soprano, contralt, tenor i baix; Núm. 8, Quartet per a soprano, contralt, tenor i baix; Núm. 9, Quartet per a soprano, contralt, tenor i baix)
- D 33, Exercicis de composició sobre "Entra l'uomo allor che nasce" ['Entra l'uomo allor che nasce'] per a diversos conjunts vocals, Aria di Abramo (1812, també apareix a l'"Aria di Abramo". Sis arranjament: Núm. 1, per a soprano; Núm. 2, Duet per a soprano i contralt; Núm. 3, Trio per a soprano, contralt i tenor; Núm. 4, Quartet per a soprano, contralt, tenor i baix; Núm. 5, Quartet per a soprano, contralt, tenor i baix; Núm. 6, Quartet per a soprano, contralt, tenor i baix)
- D 34, Exercicis de composició sobre "Te solo adoro" ['Te solo adoro'] per a soprano, contralt, tenor i baix (1812, 2 arranjaments, el 2n arranjament és un fragment)
- D 35, Exercicis de composició sobre "Serbate, o Dei custodi" ['Serbate, o Dei custodi'] per a diversos conjunts vocals (1812, 3 arranjaments: Núm. 1, Quartet per a soprano, contralt, tenor i baix; Núm. 2, Cor per cor mixt; Núm. 3, Solo per a tenor)
- D 619, Exercicis vocals per a 2 veus i baix figurat "Singübungen" (1818, el baix figurat habitualment realitzat per un piano)
- D deest, Cànon ["?"] ['?'] en do major per a cinc veus (1826?)

## Obres vocals, fragments i esborranys de gèneres desconeguts
- D 988A, Part de l'acompanyament en Si bemoll major per a piano (posterior a 1820, fragment; per a una composició vocal amb diverses parts?)
- D deest, Esborrany d’una composició "?" ['?'] per a veus no especificades i orquestra (1811?, esborrany)
- D deest, Ària "?" ['?'] per a baix i piano (?) (1812, esborrany; també apareix com a "Allegretto en re major")
- D deest, Composició vocal "?" ['?'] per a cor mixt (?) (1818?, fragment sense text)
- D deest, Acompanyament per a composició vocal "?" ['?'] (1821?, fragment)
- D deest, Composició vocal "?" ['?'] per a veus no especificades (1821?, fragment)
- D deest, Fragment d'una cantata (?) "?" ['?'] per a solistes no especificats, cor i orquestra (data desconeguda, fragment sense text)
- D deest, Cançó (?) "...doch stärker ist die Mutterliebe" ['?'] per a veu (?) i orquestra (data desconeguda, fragment; perduda)
- D deest, Cançó (?) o peça per a piano (?) "Lieder für das Pianoforte" ['?'] per a veu (?) i/o piano (?) (data desconeguda, perduda)

## Obres espúries
- D Anh. I,25, Cantata "Drum Schwester und Brüder" ['Drum Schwester und Brüder singt fröhliche Lieder'] per a veu (?), cor, violí, violoncel i altres instruments desconeguts (1819, fragment; només existeixen les parts de violí i violoncel)
- D Anh. I,26, Trio o Quartet "Sturmbeschwörung" ['Nirgends Rettung, nirgends Land'] per a 2 sopranos i contralt (?) o 2 sopranos i 2 contralts (?) (data desconeguda, fragment; només existeix una part de soprano)
- D Anh. I,28, Cançó "Klage (Nimmer länger trag ich)" ['Nimmer länger trag ich dieser Leiden Last'] per a veu i piano, Nimmer länger trag ich [formerly D 512] (ca. 1817, presumably not by Schubert)
- D Anh. I,29, Cançó " Kaiser Ferdinand II." ['Was reget die Stadt sich in freudiger Hast?'] per a veu i piano (1809?, dubtosa)
- D deest, Trio "Scherz-Terzett" ['Mala musica, bona musica?'] per a 3 contralts (1812, dubtosa)
- D deest, Cançó "Die Nacht" ['Die Nacht bricht an, mit leisen Lüften sinket'] per a veu i guitarra (després de 1816?, dubtosa; part de l'acompanyament de Franz Xaver Baron von Schlechta; part vocal de Schubert?)
- D deest, Cançó (?) "Seliges Genügen" ['?'] per a veu(s)/instrument(s) no especificats (data desconeguda, perduda)

## Obres vocals en el catàleg de altres compositors
- D Anh. I,27, Cançó "Drei Chöre mit Bläsern" ['Lieblich ist, wenn sanftes Grau; Leb wohl, geliebte Freundin; O Zeit, wie manchen herben Schmerz'] per a cor d'homes, 2 trompes i 2 fagots (data desconeguda, fragment; no és de Schubert)
- D Anh. I,30, Cançó "Mein Frieden" ['Ferne, ferne flammen helle Sterne'] per a veu i piano (pub. 1823, composició de Franz Anton Schubert)
- D Anh. I,31, Cançó "Adieu! (Lebe wohl!)" ['Voici l'instant suprême; Schon naht, um uns zu scheiden'] per a veu i piano (pub. 1824, composició d'August Heinrich von Weyrauch)
- D Anh. III,1, Nine Cànons "Neun Kanons" ['Es packe dich das Glück beim Kragen; Vom Glück sei alles dir beschert; Glück fehl dir vor allem; Wohlsein und Freude; Drum habe Dank, o Vater Hayden; Adam hat siebn Söhn; Cato, Plato, Cicero; Was i beim Tag mit der Leiern gwinn; Alleluia'] per a quatre o més veus (ca. 1810 còpia; composicions de Michael Haydn, Joseph Haydn, Josef Otter, Wolfgang Amadeus Mozart i compositors anònims)
- D Anh. III,2, Cançó "Die Teilung der Erde" ['Nehmt hin die Welt! rief Zeus aus seinen Höhen'] per a veu i piano (ca. 1810 còpia; composició de Franz de Paula Roser)
- D Anh. III,4, Cànon "Kanon (Hoffnung Kind des Himmels)" ['Hoffnung Kind des Himmels'] del Singspiel "Elbondocani" per a 2 sopranos, tenor, baix i piano (1813? còpia; composició de Johann Rudolf Zumsteeg)
- D Anh. III,5, Trio "Chor der Derwische" ['Ein Gott, ein wahrer Gott ist nur'] per a 2 tenors i baix (1813? còpia; composició de Johann Rudolf Zumsteeg)
- D Anh. III,7, Scene "Monolog aus Goethes ‘Iphigenie’ " ['Heraus in eure Schatten'] per a veu, cor de dones i piano ['Heraus in eure Schatten'] (1815, còpia; composició de Johann Friedrich Reichardt)
- D Anh. III,9, Cançó "Deutsches Hochamt (Hier liegt vor deiner Majestät)" ['?'] per a veu i orgue (còpia de la part de l'orgue perduda; composició de Michael Haydn)
- D Anh. III,11, Cànon "Laß immer in der Jugend Glanz" ['Laß immer in der Jugend Glanz'], K. 410/Anh. 134/440d/484d (score), per a 2 veus [anteriorment D 92] (còpia perduda; composició de Wolfgang Amadeus Mozart)
- D Anh. III,12, Cànon "Selig alle, die im Herrn entschliefen" ['Selig alle, die im Herrn entschliefen'], KV 382b, per a 2 voices [anteriorment D 127] (còpia perduda; composició de Wolfgang Amadeus Mozart)
- D Anh. III,13, Cançó "Abendlied unterm gestirnten Himmel" ['Wenn die Sonne niedersinket'], WoO 150, per a veu i piano (1820 còpia; composició de Ludwig van Beethoven)